# Suíça
Suíça (em alemão:  [die] Schweiz [ˈʃvaɪts]; em suíço-alemão: Schwyz ou Schwiiz [ˈʃʋit͡s]; em francês:  Suisse [sɥis(ə)]; em italiano:  Svizzera [ˈzvittsera]; em romanche:  Svizra [ˈʒviːtsrɐ] ou [ˈʒviːtsʁːɐ]), oficialmente Confederação Suíça (em alemão: Schweizerische Eidgenossenschaft; em francês: Confédération suisse; em italiano: Confederazione Svizzera; em romanche: Confederaziun svizra), é uma república federal composta por 26 estados, chamados de cantões, com a cidade de Berna como a sede das autoridades federais. O país está situado na Europa Central, fazendo fronteira com a Alemanha a norte, com a França a oeste, com Itália a sul e com a Áustria e o principado de Liechtenstein a leste.
A Suíça é um país sem costa marítima cujo território é dividido geograficamente entre o Jura, o Planalto Suíço e os Alpes, somando uma área de 41 285 km². A população suíça é de aproximadamente 8,5 milhões de habitantes e concentra-se principalmente no planalto, onde estão localizadas as maiores cidades do país. Entre elas estão as duas cidades globais e centros económicos de Zurique e Genebra. A Suíça é um dos países mais ricos do mundo relativamente ao PIB per capita calculado em 75 835 dólares americanos em 2011. Zurique e Genebra foram classificadas como as cidades com melhor qualidade de vida no mundo, estando em segundo e terceiro lugar respectivamente e a Suíça como o melhor país para nascer em 2013.
A Confederação Suíça tem uma longa história de neutralidade, não estando em estado de guerra internacionalmente desde 1815. O país é sede de muitas organizações internacionais como o Fórum Económico Mundial, a Cruz Vermelha, a Organização Mundial do Comércio, a União Postal Universal, a Organização Internacional para Padronização e do segundo maior Escritório das Nações Unidas. Em nível europeu, foi um dos fundadores da Associação Europeia de Comércio Livre e é parte integrante do Acordo de Schengen. Em termos desportivos, o COI, a FIFA, a UEFA, a FIBA e a FIVB possuem as suas sedes localizadas no território suíço.
A Suíça é constituída por quatro principais regiões linguísticas e culturais: alemão, francês, italiano e romanche. Por conseguinte, os suíços não formam uma nação no sentido de uma identidade comum étnica ou linguística. O forte sentimento de pertencer ao país é fundado sobre o histórico comum, valores compartilhados (federalismo, democracia directa e neutralidade) e pelo simbolismo Alpino. A criação da Confederação Suíça é tradicionalmente datada em 1 de agosto de 1291.

## Etimologia
Confœderatio Helvetica (CH) é a designação oficial em latim do país. O termo Helvética vem da palavra latina Helvetier que por sua vez provém do nome da antiga tribo celta dos Helvécios. A Revolução Suíça de 1798 foi a primeira contra a supremacia dos fundadores da Antiga Confederação Suíça: Uri, Schwyz, Unterwalden e as cidades de Lucerna, Zurique e Berna. As diferentes línguas faladas obrigaram a criar um nome único em latim, língua maioritariamente falada na Europa naquela época. Nos tempos atuais, o termo Helvetia não é utilizado para caracterizar oficialmente a Suíça. Contudo, este nome pode ser encontrado em selos e moedas suíços. "C.H." (Confœderatio Helvetica) são as iniciais encontradas nos autocolantes para os carros e no domínio da Internet (.ch) desde 1995.
O nome Confederação Suíça tornou-se conhecido apenas durante o século XVIII, quando não era nem oficial nem único, dado que designações como Corpo helvético, Magna Liga, Ligas e Helvetia eram também usadas para denominar a Suíça. Atualmente, e segundo a carta das denominações de países da Suíça, o país é nomeado oficialmente como Confederação Suíça e explicita que deve ser evitado o uso de todas as palavras com prefixo helveto-. Esta designação é utilizada pela primeira vez em alemão num documento datando da guerra dos Trinta Anos (1618-1648). Porém, em latim a tradução continua sendo Confœderatio Helvetica.

## História

### Antiguidade
A história da Suíça começa antes do Império Romano: em 500 a.C. Nessa altura, muitas tribos celtas estavam localizadas nos territórios do Centro-Norte da Europa. A mais importante delas era a dos Helvécios, nome que iria originar a designação actual da Suíça. Ao contrário do que era dito pelos Romanos e pelos Gregos, os Helvécios não eram selvagens mas sim avançados na técnica de joias e outras peças pequenas, corroborando as escavações feitas no Lago Neuchâtel. Em 58 a.C., os Helvécios tinham planeado descer para Sul, mas foram parados na batalha de Bibracte pelo Exército Romano sob o comando do general Júlio César e obrigados a recuar.

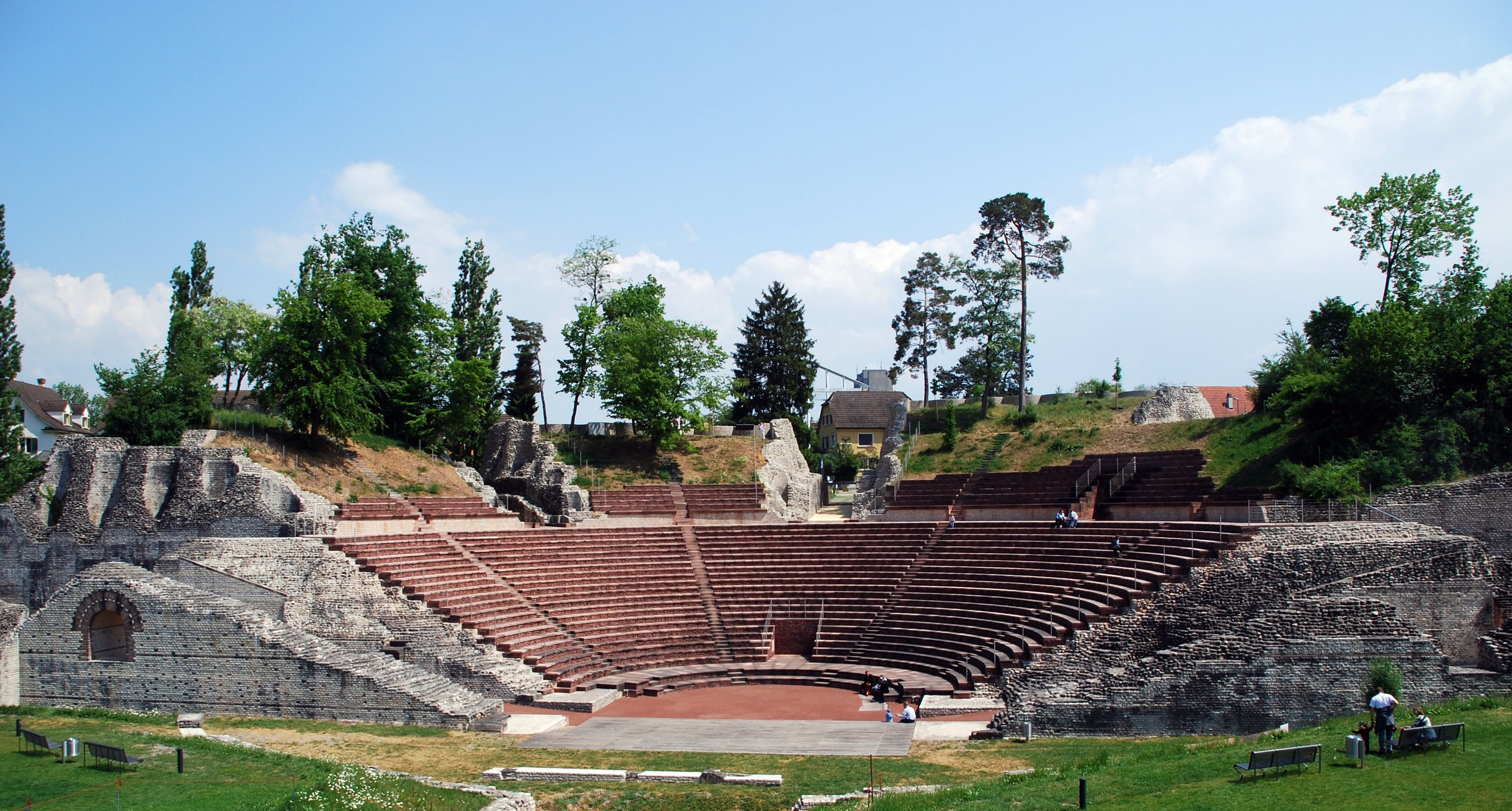
Fundada em, Augusta Ráurica foi o primeiro assentamento romano no Reno e é hoje o mais importante sítio arqueológico na Suíça.

Os Romanos controlaram o território suíço até cerca do ano 400. Foram criadas fronteiras e fortalezas a norte do Reno para conter as invasões bárbaras provenientes do norte da Europa. Com o imperador Augusto (r. 27 a.C.–14 d.C.), os romanos conquistaram a parte Oeste da Alemanha e a Áustria. Muitas cidades suíças da atualidade foram fundadas durante esta era: Genibra (Genebra), Lausana, Octoduro (Martigny), Saloduro (Soleura), Turico (Zurique), Seduno (Sião), Basília (Basileia), Bilício (Bellinzona), entre outras.
Depois da queda do Império Romano, o território foi invadido por tribos germânicas como os Burgúndios, Alamanos e Lombardos. O período da Idade Média da Suíça foi um pouco confuso até à formação da antiga Suíça. No século VIII, os Burgúndios e os Alamanos entraram na coalizão dos Francos de Carlos Magno, que permitiu aos missionários católicos entrar nos territórios controlados pelos Alamanos. Com o Tratado de Verdun, o território suíço passou para as mãos de Lotário I, que incluía um assentamento burgúndio a oeste do rio Aar que depois formou um reino independente até 1033, quando integrou de novo o Sacro Império Romano-Germânico.

### Antiga Confederação

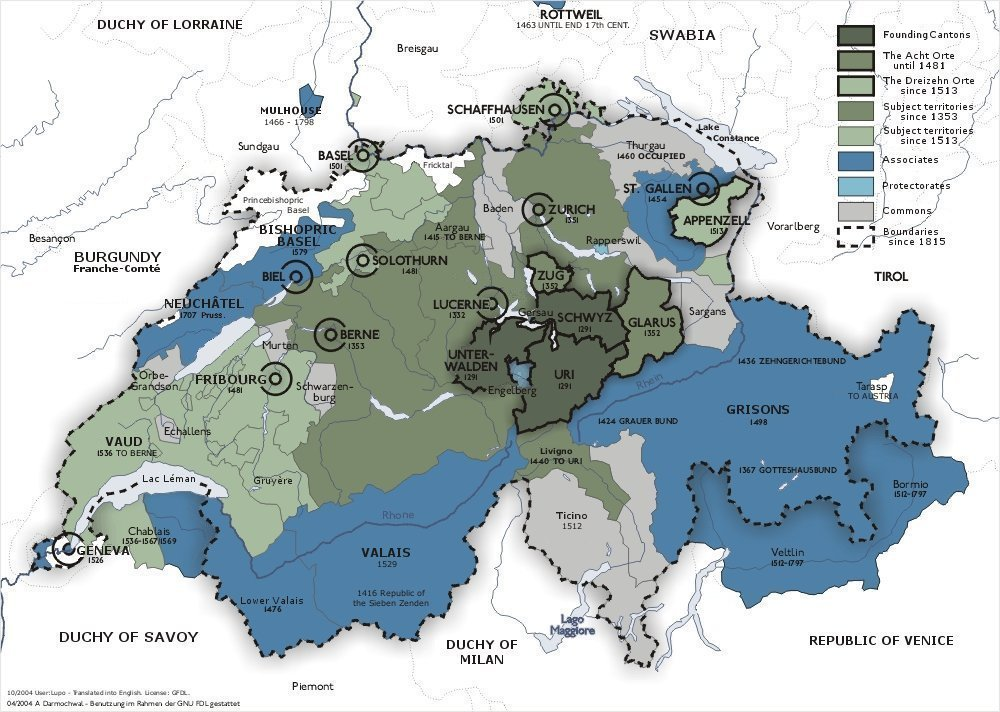
A Antiga Confederação Suíça de 1291 (verde escuro) ao século XVI (verde claro) e seus associados (em azul). Em outras cores são mostrados territórios subordinados.

1 de Agosto de 1291 é a data da formação da Confederação Helvética. Esta data foi encontrada num documento que já foi autenticado através de uma análise radionuclear de Carbono-14. Tudo começou com uma estrada chamada São Gotardo e três pequenos vales no centro do território suíço – Waldstätte – que ficaram esquecidos pelos duques e reis. Do século XI ao século XIII, muitas cidades foram fundadas, incluindo Berna, Lucerna e Friburgo.
A partir de 1332, a confederação começou a crescer, acolhendo novos membros. Nesse ano, o cantão de Lucerna adere à união, enquanto os cantões de Zurique, Zug e Berna e Glarona entram em 1353, 1352 e 1353, respectivamente criando a confederação de oito Estados-Membros. Mais tarde entrou a cidade, e não o cantão, de Appenzell em 1411 e depois São Galo em 1412.
Passado algum tempo, tendo os suíços se envolvido em pequenas guerras contra os Borguinhões e em conquistas de outros pequenos territórios como Zurique, Schwyz e Glarona (resultados da Antiga Guerra de Zurique), surgiu a necessidade de aumentar a confederação. Porém, em 1477, Uri, Schwyz, Unterwalden, Zug e Glarona não concordavam com mais uma expansão. Um acordo levado por Niklaus von Flüe acalmou os ânimos dando assim entrada aos cantões de Friburgo e Soleura. De seguida, os cantões fizeram mais um acordo com o Cantão de Grisões, porém, sem Berna, criando a confederação dos 13 Estados-membro.

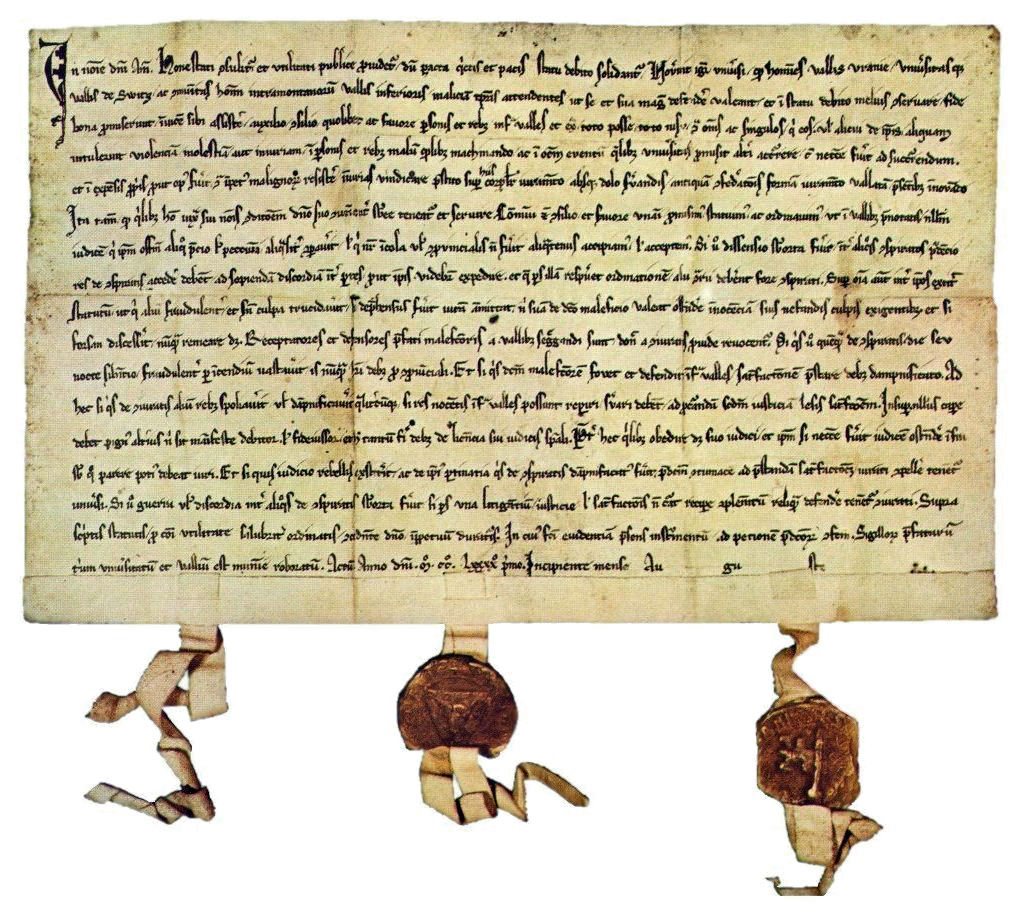
Carta Federal de 1291

Através da Guerra dos Suabos, a Suíça juntou mais membros. Em 1501, as cidades de Basileia e Schaffhausen foram integradas na confederação, e em 1513 o Apenzell (antes de se dividir) integrou a confederação, dando assim treze cantões, que constituíam a antiga Confederação de 1291 durante muito tempo. Porém a independência formal só aconteceu em 1648.
Depois da criação da Confederação em 1291, a Suíça atravessa um longo período de revoluções, guerra e invasões contra o Antigo Regime que viria a culminar com a revolução de 1782. Entre 1650 e 1790, vários são os conflitos que vão acontecendo na Suíça contra famílias ricas e que não tiveram sucesso. Muitos cantões entraram em guerra e conflitos para reclamar igualdade nos direitos. Apenas o Cantão de Genebra e a cidade de Togemburgo conseguiram restaurar algumas regras antigas. Porém, em 1782, as tropas napoleónicas e de Berna conseguiram instaurar a aristocracia em Genebra. Contudo, durante o século XVIII, cada vez mais as pessoas insistiam na unidade da Suíça, criando regras equivalentes entre os cidadãos. Em 1761, foi criada a Sociedade Helvética em Zurique. Juntavam-se todos os anos em Schinznach-Bad (Cantão de Argóvia) e discutiam a história e o futuro da Confederação.

### República Helvética

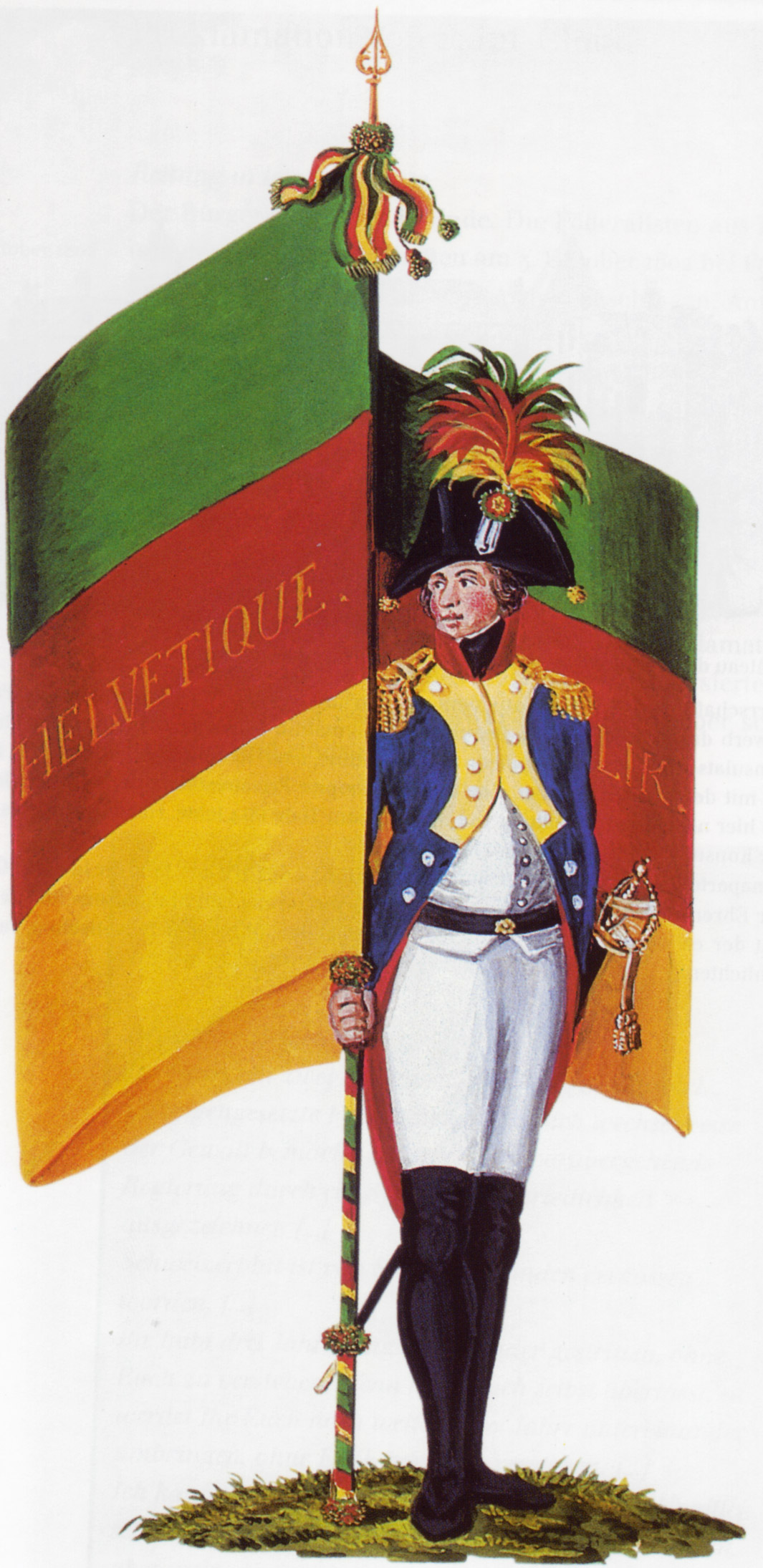
Soldado da República Helvética.

As revoltas que ocorriam entre o século XVII e o século XVIII mostraram que a revolução de 1798 não correu da mesma maneira que a Revolução Francesa. Enquanto que em França a revolução deveu-se ao abuso do poder da monarquia, na Suíça, a revolução de 1798 deveu-se mais à corrupção das casas ricas. De todas as maneiras, a Revolução Francesa de 1789 provou aos suíços que era possível uma revolução na confederação.
Após a Tomada da Bastilha, muitos suíços em todo o país começaram a pôr em causa o sistema político em vigor através de petições como, por exemplo, em Unter-Hallau, Aarau e no cantão de Vaud. Outros acontecimentos são as celebrações da Revolução Francesa em Lausanne (1790), de onde inicia-se a Revolução de 1798. Em 1792, ocorre a Revolução de Genebra. Um ano depois são realizadas eleições que viriam a culminar com a celebração de uma nova Constituição em 1794. Nesse mesmo ano ocorre também a Revolução dos Grisons.
A Revolução de Vaud em 1797 representou um papel fundamental para a criação da República Helvética. Frederico César de La Harpe perguntou à população se concordaria com uma intervenção francesa contra Berna. Quando Napoleão caminhava a caminho da Alemanha atravessando Genebra, em Vaud, foi acolhido em festa e as populações aproveitaram esta ocasião para lhe mostrar as suas convicções em Lyon. Apesar de tudo, Berna não queria negociar e enviou 5 mil soldados de expressão alemã à região. Os soldados de expressão francesa proclamaram a República de Léman, em que Léman significa o Lago de Genebra. O general francês Ménard aproveitou a vitória do conflito para declarar guerra a Berna. Os vaudeses marcharam para Berna e tomaram a cidade a 5 de Março de 1798.
Cerca de 121 representantes dos cantões de Argóvia, Basileia, Berna, Friburgo, a República de Léman (Cantão de Vaud), Lucerna, Schaffhausen, Solothurn e Zurique juntaram-se em Argóvia a 12 de Abril de 1798 para proclamar a República Helvética e confirmar uma nova constituição.
A França anexou os cantões de Genebra, Neuchâtel, Bienna e o território do Bispo de Basileia, actual Jura. A nova constituição promulgada era muito semelhante à francesa, com um parlamento (duas câmaras), um governo legislador e um tribunal supremo de justiça. A tradição federalista da Antiga Confederação de 1291 fora eliminada.

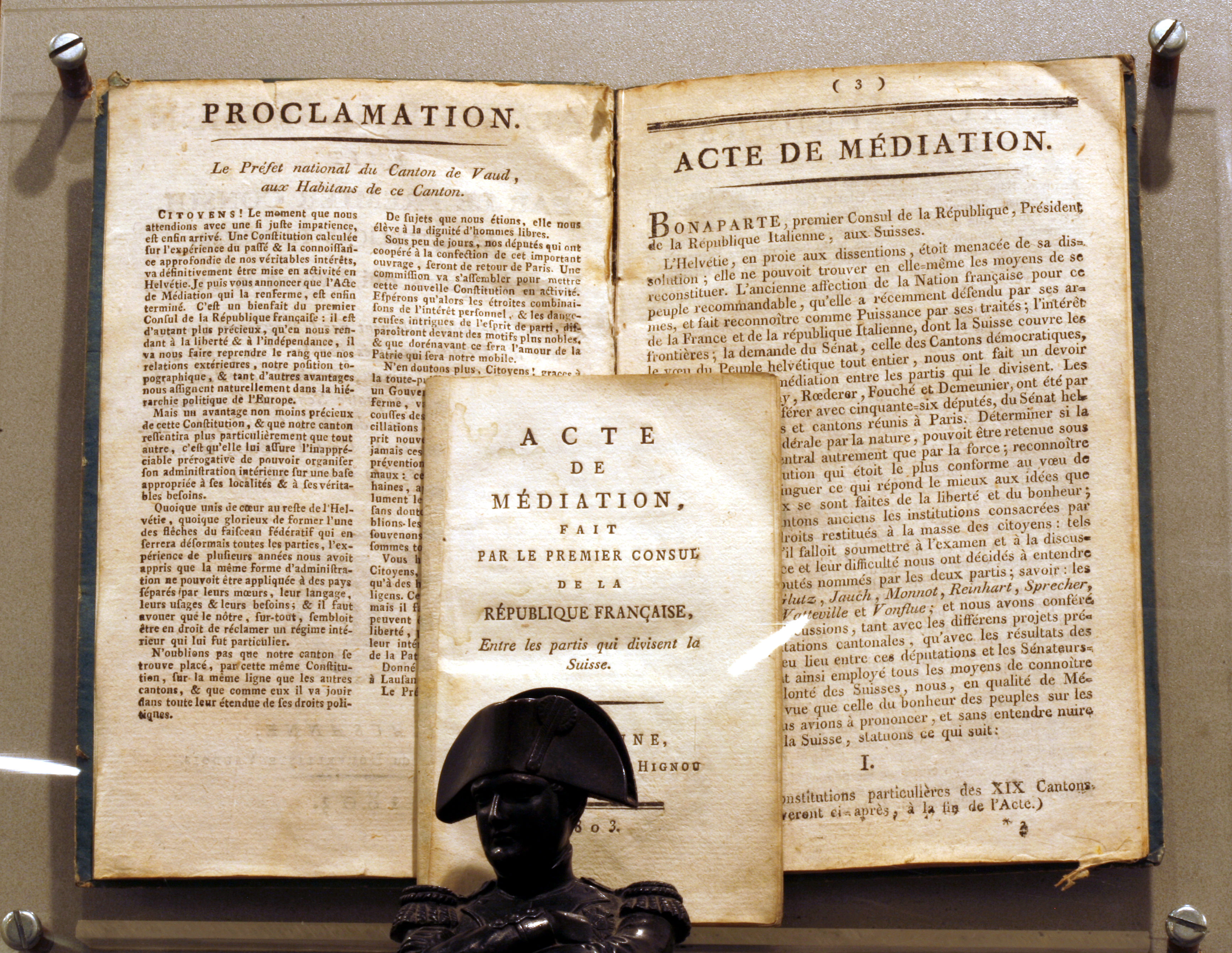
A Ata de Mediação de Napoleão.

Apesar da criação de uma nova república, a República Helvética viria a cair devido a diversos factores. De um lado, os representantes do antigo sistema não falharam em atacar as novas ordens, criticando e ridicularizando-as. Por outro lado, as guerras sucessivas foram esgotando as reservas da confederação. O sistema político de centro não foi bem recebido pela população e os camponeses, apesar de favoráveis à República, queriam estatutos iguais.
A França tornara-se uma ditadura sob o comando de Napoleão e a República Helvética teve quatro tentativas de golpe de estado. Em razão da grande confusão e da instabilidade, alguns cantões restauraram o estatuto cantonal (Schwyz, Nidwalden, Obwalden, Appenzell, Glarona e Grisões). A cidade de Zurique criava uma forte oposição sobre a República dificultando as tarefas desta. A República viria a cair em 1802 com uma guerra civil entre os republicanos e apoiantes do antigo regime.
Napoleão, ao ver o estado na República Helvética, ordenou aos seus soldados para invadir e desarmar os rebeldes e aí, percebeu que o sistema de República nunca seria viável. Foi aí que se criou um acto de mediação entre várias partes a ser respeitado pelos cidadãos, que durou de 1803 a 1815. A Suíça ganhou seis novos cantões: São Galo, Grisões, Argóvia, Turgóvia, Tessino e Vaud.

### Federação

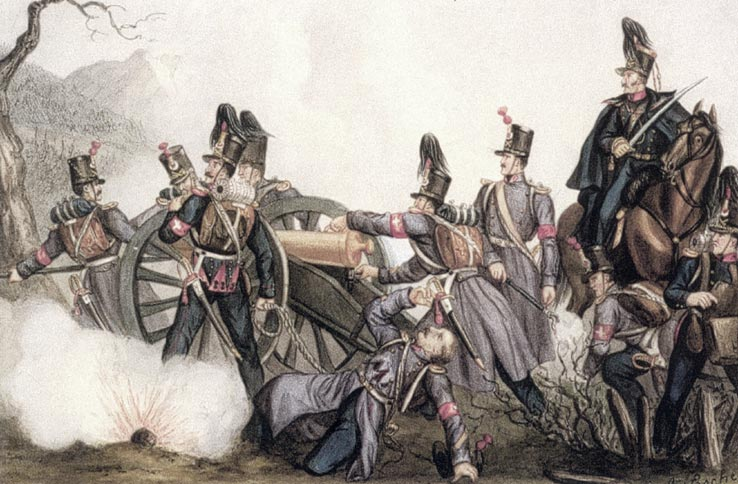
Tropas federais durante a Guerra de Sonderbund.

Após a derrota de Napoleão na Batalha de Waterloo, a Suíça regressou ao sistema federal. Os seis cantões que tinham entrado durante o acto de mediação receberam o estatuto de estados livres (cantão) em vez de membros associados. Valais, Neuchâtel e Genebra voltaram a entrar para a confederação após terem sido anexados pela França. A Suíça passava a ter 22 cantões com as fronteiras iguais às da actualidade.
Durante o século XIX, a Confederação Helvética vai progredindo para se tornar numa democracia moderna. Quando em 1815 o Antigo Regime foi restaurado, nem todos os republicanos desistiram. Muitos ainda reivindicavam a liberdade de circulação e direitos iguais entre classes sociais, entre outras exigências. Dadas essas, o cantão de Basileia dividiu-se em dois: Basileia-Cidade e Basileia-Campo. Outros políticos defendiam a criação de uma federação semelhante à dos Estados Unidos, com um parlamento federal. Depois de uma breve guerra civil em 1847, criou-se a Constituição Federal de 1848. À semelhança do sistema norte-americano, a Suíça adoptou a Declaração dos Direitos Humanos, duas câmaras parlamentares — o senado e a câmara federal —, o governo federal e um tribunal de Justiça Suprema. A nova constituição foi aceite por 15 cantões e meio (dado que apenas Basileia-Campo tinha aceite). Berna foi designada a capital federal. Porém, só em 1874 é que a constituição foi totalmente revista. O país também se desenvolve no sector da indústria. A Suíça foi um dos primeiros países a implementar este ramo na sua economia e viria a crescer sobretudo depois da Revolução Industrial de 1850.

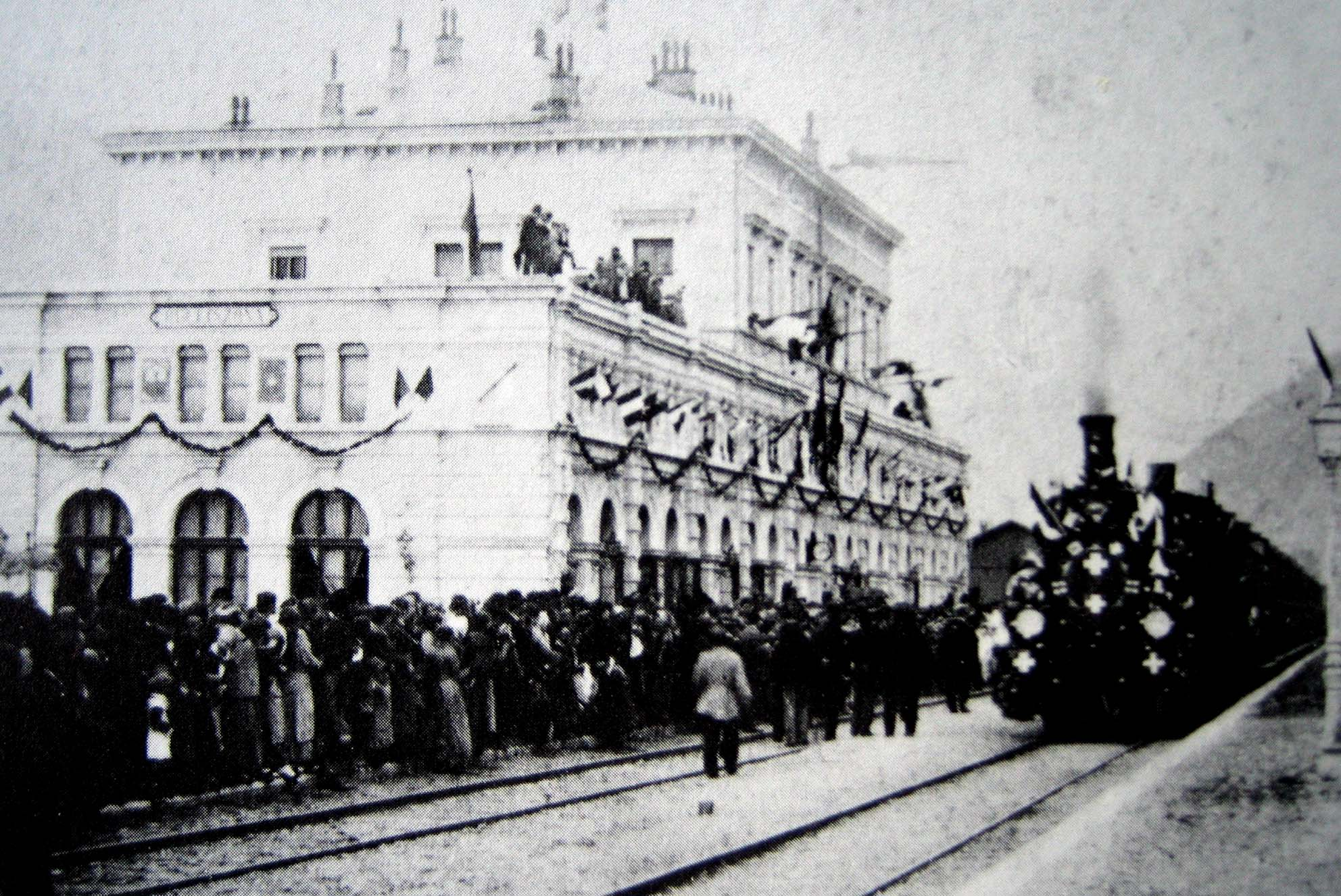
Inauguração em 1882 do túnel ferroviário de São Gotardo, que conecta o sul do cantão de Ticino, era o maior do mundo na época.

A indústria têxtil foi um dos primeiros sectores do país a ser desenvolvido. Em 1801, a Suíça começa a produzir têxteis nas máquinas de terceira geração importadas do Reino Unido em São Galo. Mas, diferente dos outros países que usavam energia a vapor (a partir do carvão), os suíços usavam sobretudo as potencialidades da energia hidroeléctrica. Em 1818, as máquinas substituíram praticamente todo o trabalho manual em todo o território. Porém, com o Bloqueio Continental provocado por Napoleão, os suíços viram a possibilidade de importar máquinas proibidas. Por isso, muitas empresas começaram a construir elas próprias as suas máquinas.
O sector industrial é uma das marcas mais importantes dos séculos XVIII e XIX pois serviu de impulso para a economia helvética. Mas a grande expansão de empresas criara um efeito de capitalismo sem ordem pelo que foi necessário criar regras para conter esses problemas. Também no século XIX a Suíça faz-se de exemplo ao Mundo ao criar regras laborais tais como em 1815 em Zurique que defendia que as horas diárias não excederiam as 12, nunca começando antes das cinco da manhã. As crianças com menos de dez não deviam trabalhar. Em 1815 o cantão de Turgau afirma que nenhuma criança pode trabalhar. Em 1877 uma lei federal nasce afirmando que as horas diárias passariam a ser 11 e não haveria período laboral à noite e aos domingos. As crianças com menos de 14 anos estavam proibidas de trabalhar.

### Período contemporâneo
Apesar do país ter sido rodeado por várias potências em guerra (a França, a Alemanha, o Império Austro-Húngaro — até 1918 — e a Itália), a Suíça nunca foi invadida em nenhuma das duas Grandes Guerras. A sua neutralidade foi posta em causa com o Escândalo Grimm-Hoffmann, em 1917, ao qual não foi dada muita relevância. O Estado adere à Liga das Nações em 1920 e ao Conselho Europeu, em 1963. A invasão da Suíça foi várias vezes planeada pelos alemães, mas nunca foi atacada. Conseguiu manter a paz com a Alemanha através de concessões económicas e militares. A imprensa suíça e o Governo Federal opuseram-se às políticas do Terceiro Reich que criou, com a Itália Fascista, um plano (nunca executado) de invasão denominado Operação Tannenbaum. O general Henri Guisan foi incumbido de organizar as defesas do país, que possuía um plano defensivo conhecido como Reduto nacional. Dada a sua localização geográfica, a Suíça era um local de espionagem constante por parte das duas facções (os Aliados e o Eixo). Durante a Segunda Guerra Mundial, a Suíça recebeu 300 mil refugiados dos quais 104 mil eram militares estrangeiros. 60 mil eram civis que fugiam das políticas nazis. Daqueles, entre 26 mil a 27 mil eram judeus. No entanto, as políticas imigratórias e de asilo eram restritas o que causou muitas controvérsias.
Apesar de tudo, a Suíça foi uma voz de liberdade para a Europa Ocidental. A defesa "espiritual" fez com que a Suíça fosse uma marca de referência para os direitos do Homem e assegurou, fortalecendo a sua independência.

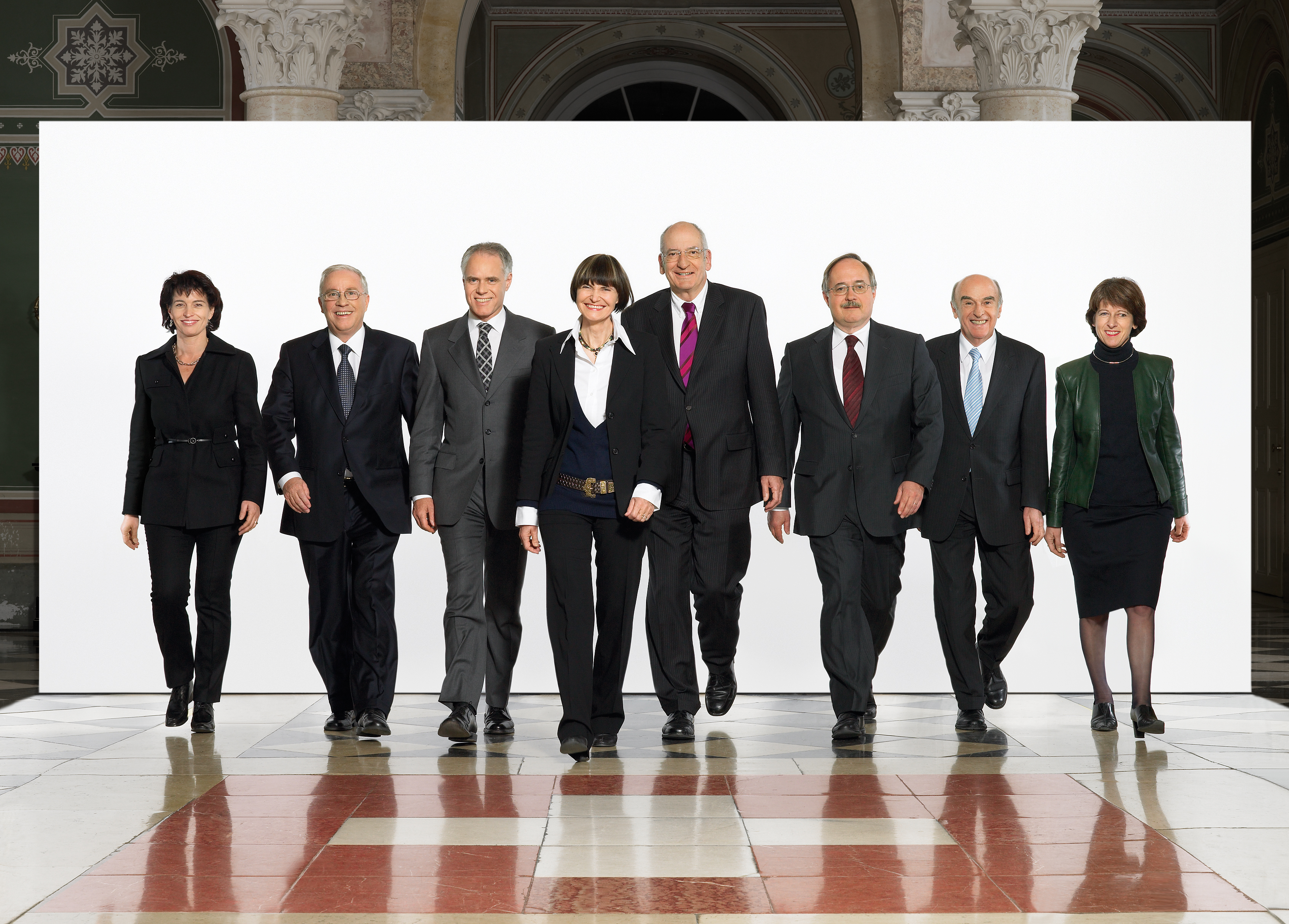
Em 2003, por concessão da União Democrática do Centro a um segundo assento no gabinete de governo, o Parlamento alterou a coalizão que tinha dominado a política suíça desde 1959.

Em 1958, a Suíça garante o direito ao voto às mulheres, primeiro em nível cantonal (no Valais), e depois em nível federal em 1971. O último cantão a reconhecer o direito às mulheres de votar foi Appenzell Interior em 1990. Esse reconhecimento permitiu um grande crescimento de participações das mulheres na vida política. Em 1978 ocorre a criação do último cantão helvético, o Jura, após a separação de vários territórios ao longo do cantão de Berna. O Jura integrou oficialmente a Confederação Helvética em 1979. A 18 de Abril de 1999, um referendo nacional propôs a revisão total da Constituição Helvética.
Em 2002, a Suíça integra totalmente as Nações Unidas, deixando o Vaticano como o único Estado sem integração completa no organismo. A Confederação Helvética é um Estado-membro da Associação Europeia de Livre Comércio mas não é membro do Espaço Económico Europeu.
Em 1992, a Suíça pediu a adesão à União Europeia, mas fora banida pela EEE em Dezembro de 1992, dado que um referendo interno era necessário para obter aprovação por parte da população helvética. Vários referendos foram-se realizando e devidas às opiniões da população, as negociações com a União Europeia foram congeladas. No entanto, as leis suíças estão gradualmente a adaptar-se às normas da UE e o Governo Federal assinou vários acordos bilaterais com o bloco económico. O país, juntamente com o Liechtenstein, tem vindo a estar rodeada pelos países-membros da UE até 1995, com a adesão da Áustria. Em 5 de Junho de 2005, a população suíça aprovou a integração ao Espaço Schengen.

## Geografia

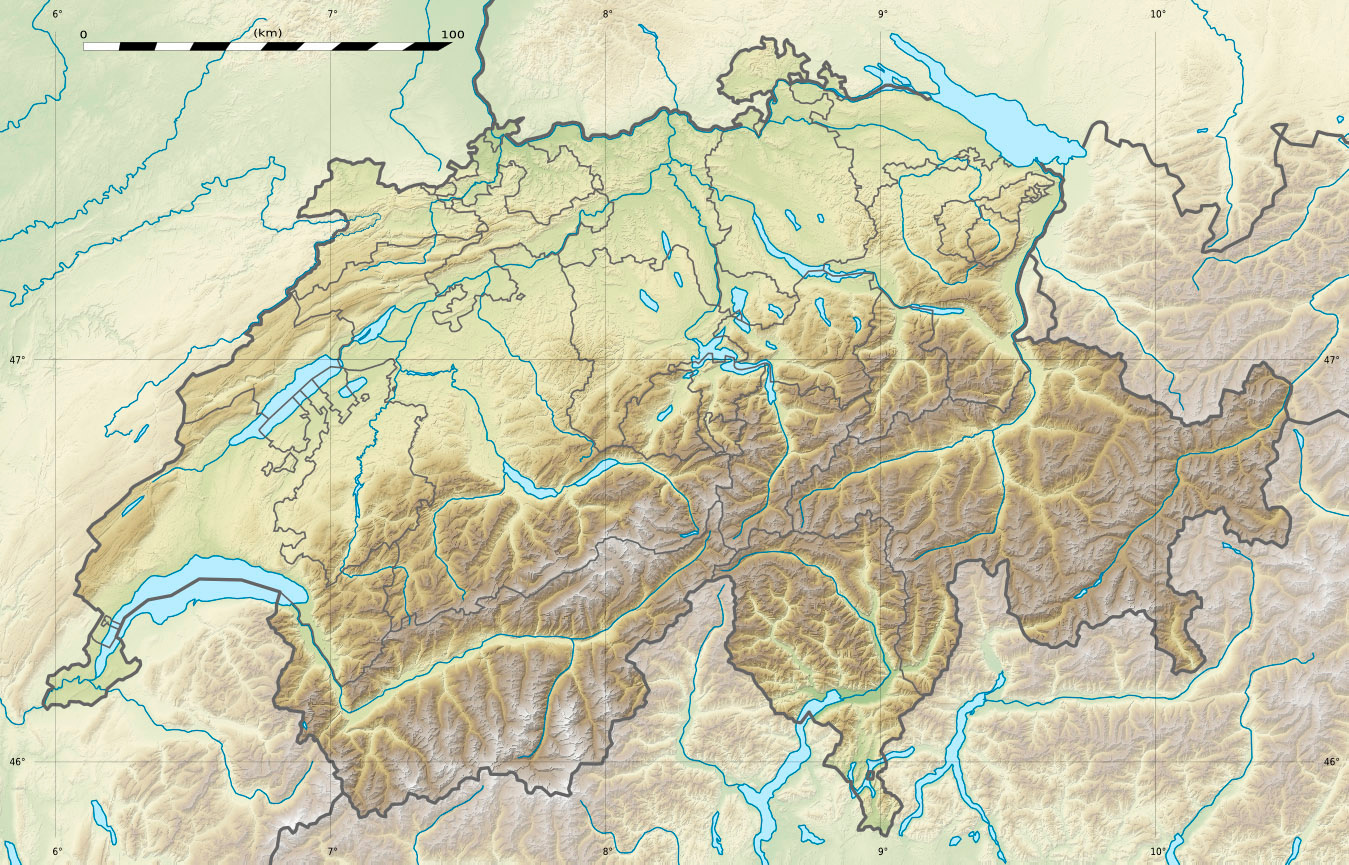
Mapa topográfico da Suíça

A Suíça é um país localizado no centro da Europa de coordenadas 47,00 N e 8,00 E. A sua área total é de 41 285 km² em que 1 520 km² são cobertos de água. Faz fronteira com a França a Oeste, a Alemanha a Norte, a Áustria e o Liechtenstein a Leste e com a Itália a Sul. De uma maneira geral, pode-se dividir a Suíça em três regiões geográficas: os Alpes, o planalto e o Jura.
O planalto suíço, denominado como plateau, ocupa um terço da área do país e aí mora cerca de dois terços da população naquela área geográfica. A densidade populacional é de cerca de 450 pessoas por quilómetro quadrado. Vai desde o Lago Leman na fronteira francesa, atravessando o centro da Suíça e terminando no Lago de Constança, nas fronteiras com a Alemanha e a Áustria. Tem uma altitude média de 580 metros. O plateau suíço é atravessado por três grandes rios: o Ródano, o Reno e o Aar. O Sul e o centro-Sul da Suíça são dominados pela cadeia montanhosa alpina enquanto que o restante é uma zona plana exceptuando-se um faixa ao longo da região Noroeste que é dominada pelo Jura.
Os Alpes Suíços fazem parte de uma cadeia montanhosa que atravessa desde o Sul da Europa até à Europa Central. Algumas das mais importantes passagens estão localizadas nos Alpes suíço. Têm uma altitude média de 1 700 metros e cobre dois terços da totalidade da área da Suíça. Entre os alpes suíços estão 48 montanhas que têm pelo menos 4 mil metros de altitude.
O Jura é uma linha de rocha calcárica que se estende desde o Lago Leman até o rio Reno no Norte, ocupando cerca de uma décima parte da área da Suíça, 12%. Estão presentes naquelas rochas abundantes fósseis de origem jurássica. A densidade populacional da Suíça é elevada: 170 habitantes por quilómetro quadrado. Porém, é na zona central que se concentra a maior parte da população cuja densidade chega aos 500 habitantes por quilómetro quadrado.

### Flora e fauna
Dada a grande diferença de altitudes, que variam dos 195 metros até mais de 4 mil metros, a Suíça apresenta uma grande diversidade de climas e dos respectivos animais e plantas. Na zona Sul, nomeadamente no cantão de Ticino, pode-se verificar um clima mediterrânico, enquanto no topo das montanhas está sempre presente uma camada de neve. A grande discrepância de altitudes também permite constatar uma diversidade nos minerais.
Nos cantões mais a Sul (Valais e Ticino) podem-se encontrar eucaliptos e pinheiros. O tempo temperado permite a evolução de muitas plantas e também de zonas vinhateiras, entre outras espécies. À medida que aumenta a altitude, a densidade vegetacional diminui, pois o ar torna-se mais frio, dificultando a evolução de espécies. Os glaciares formam a paisagem a altas altitudes. A Suíça é um dos países com mais glaciares por área. Em relação à fauna, os ursos e os lobos estiveram extintos durante um século. Porém, o lobo reapareceu no território nas últimas décadas provindo da Itália. O íbex, o chamois e a marmota são espécies muito frequentes nos Alpes, bem como uma grande quantidade de espécies voadoras em todo o território, como pombos, corvos e gaivotas.

### Clima

Mapa da Suíça de acordo com a classificação climática de Köppen-Geiger.

O clima na Suíça é temperado apresentando uma grande amplitude entre Verões amenos e Invernos rigorosos. Abaixo da cordilheira dos Alpes, o tempo é mais quente do que no Norte. Em termos climáticos pode-se dividir a Suíça em quatro regiões: extremo Sul, os Alpes, o maciço central e o Jura. As temperaturas variam entre temperaturas negativas nas zonas montanhosas e no Inverno e temperaturas amenas durante o Verão pois na época do Estio, o país é enfrentado por um anticiclone enquanto que no Inverno, existe uma frente fria proveniente da Sibéria causando abruptas quedas na temperatura, sobretudo durante a noite.
O tempo na Suíça varia bastante de lugar para lugar. O local com maior precipitação é Rochers de Nave, perto de Montreux com cerca de 260 cm por ano. A precipitação é geralmente mais elevada na parte Oeste do país onde se formam nuvens de origem atlântica. A parte Sul tem também altas precipitações devido aos efeitos de barramento das nuvens nos Alpes: em Lugano a precipitação chega aos 175 cm. Uma das características mais vincadas no clima suíço é o vento forte e quente que se forma no Sul, designado Vento Föhn. A insolação na Suíça é de aproximadamente 1 700 horas por ano, havendo picos em lugares no Valais onde o Sol pode durar cerca de 2 300 horas por ano.

### Efeitos do aquecimento global
O aquecimento global é particularmente difícil para a Suíça. Isto é devido ao clima continental e à localização nas latitudes médias. Entre o início dos registros meteorológicos em 1864 e 2019, tornou-se uma média de 1,9 °C mais quente na Suíça. Como resultado, as temperaturas na Suíça subiram duas vezes mais rápido que a média global. O aquecimento acelerou nos últimos 30 anos. Todos os anos entre 1991 e 2019 eram mais quentes que a média dos anos de 1961 a 1990. Das dez temperaturas médias mais quentes de junho desde o início dos registros climáticos, sete foram medidas após 2002. Em 1890, Davos ainda tinha 231 dias de geada (= número de dias abaixo de 0 °C); em 2018, havia apenas 161 dias de geada em Davos. A área das geleiras suíças quase caiu pela metade entre 1850 (1 621 quilômetros quadrados) e 2019 (944 quilômetros quadrados). Estudos científicos concluem que, por volta de 2050, os esportes de inverno não serão mais possíveis na Suíça se a meta de dois graus do Acordo de Paris não for cumprida.

## Demografia

### Urbanização

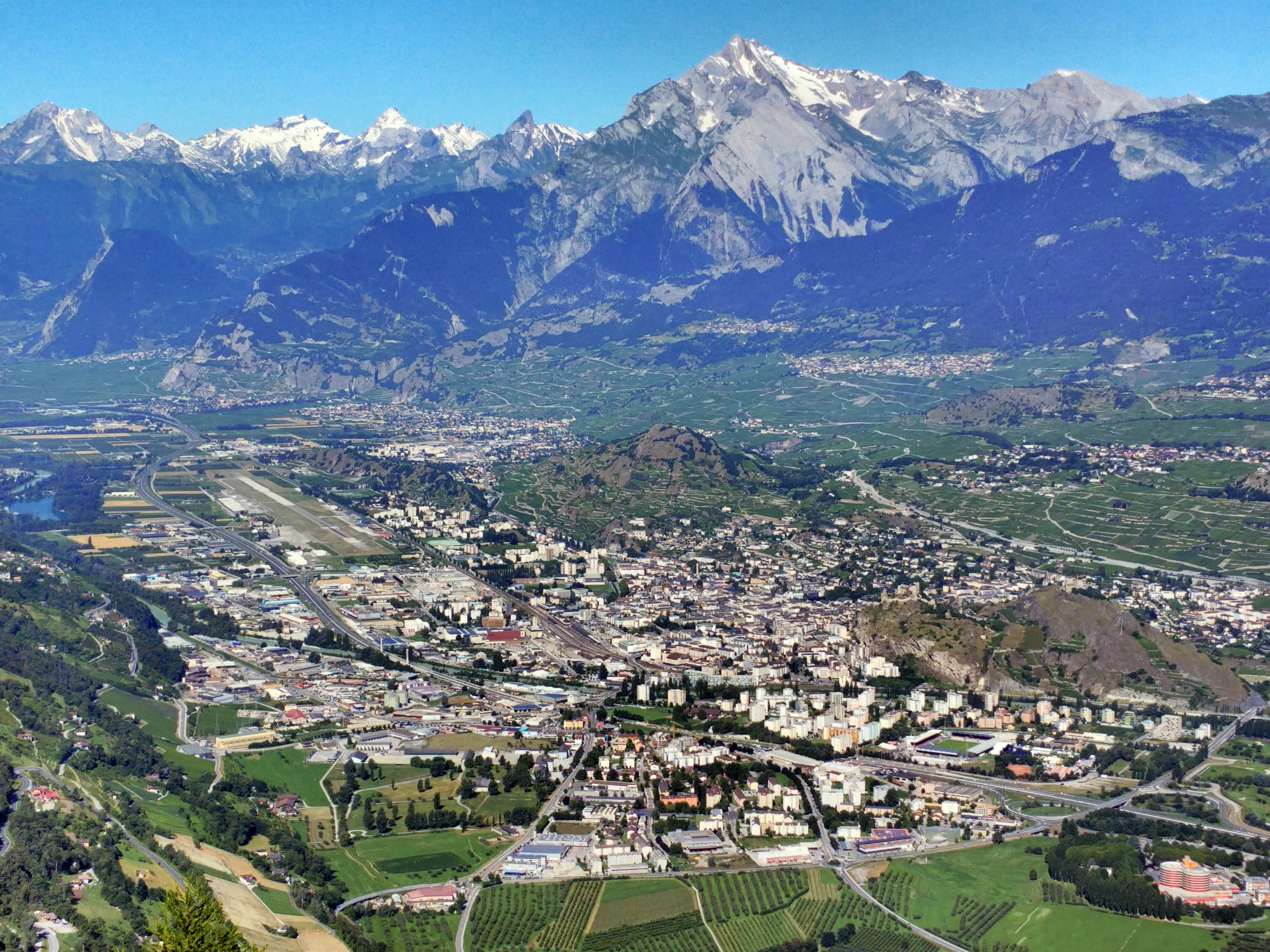
Urbanização no vale do rio Ródano, em Sião, no cantão de Valais.

Em 2023, o número de habitantes da Suíça era estimado em quase 9 milhões de pessoas, sendo que 23% destes são estrangeiros (dos quais, dentro deste percentual, 64% nasceram em nações da União Europeia). Entre dois terços e três quartos da população vivem em áreas urbanas. A Suíça passou de um país predominantemente rural para um urbano em apenas 70 anos. Desde 1935 o desenvolvimento urbano tem reivindicado grande parte da paisagem suíça, como o fez durante os 2 000 anos anteriores. Esta expansão urbana não afeta apenas o planalto, mas também a região de Jura e o sopé dos Alpes e há preocupações crescentes sobre o uso da terra. No entanto, desde o início do século XXI, o crescimento da população em áreas urbanas é maior do que no campo.
Cerca de 40% dos suíços provêm, direta ou indiretamente, da imigração.
A Suíça tem uma densa rede urbana, onde grandes, médias e pequenas cidades são complementares. O planalto é muito densamente povoado, com cerca de 450 pessoas por quilômetro quadrado e a paisagem mostra continuamente sinais da presença do homem. O peso da maiores áreas metropolitanas, que são Zurique, Genebra-Lausanne, Basileia e Berna tende a aumentar. Em comparação internacional, a importância dessas áreas urbanas é mais forte do que o seu número de habitantes sugere. Além disso, os dois principais centros do país, Zurique e Genebra, são reconhecidos por sua qualidade de vida particularmente alta.

### Idiomas

Línguas oficiais na Suíça (2013):
(Suíço-)Alemão (62,7%; 72,5%)
Francês (20,4%; 21,0%)
Italiano (6,5%; 4,3%)
Romanche (0,5%; 0,6%)

A Suíça tem oficialmente quatro línguas: o alemão, o francês, o italiano e o romanche falados, respectivamente, em 63,7%, 20,4%, 6,5% e 0,5% do território. Esta diversidade linguística deve-se à vizinhança da Suíça: a Itália, de expressão italiana, a Alemanha, o Liechtenstein e a Áustria, de expressão alemã e, por fim, a França, de expressão francesa. Esta divisão por línguas dá na realidade uma divisão de facto em Suíça alemã, Suíça romanda, Suíça italiana e Romanche.
As pessoas nas áreas fronteiriças entre duas línguas vão crescendo a aprender ambas as línguas, tornando-se bilíngues. Este fenómeno pode ser internacional, entre a Suíça e outro país ou interno, entre duas áreas de línguas diferentes que podem ser entre dois cantões ou mesmo dentro de um cantão. No caso do Cantão do Valais, os habitantes de Sierre são bilíngues onde o alemão e o francês se encontram. A fronteira ideológica entre a população de expressão francesa e de expressão alemã é coloquialmente conhecida como Röstigraben. A separação não fica somente pela língua mas também pelas ideologias e culturas, onde os falantes franceses são mais abertos e liberais e os falantes alemãs são mais conservadores. Embora o alemão seja língua oficial de-jure, na realidade o mais falado nesta área é o alemão-suíço (Schweizerdeutsch). Trata-se de uma variação bastante diferente do alemão quer na pronúncia, quer na escrita. O alemão-suíço é um dialeto, portanto falado somente por certas comunidades, há diversos dialetos espalhados em toda a Suíça, havendo por vezes mais de um dialeto por cantão. O romanche é falado por cerca de 50 mil pessoas, das quais 35 mil o utilizam como língua materna. A maior parte de seus falantes vive no leste do país, e o idioma se divide em três variações, cada qual com sua própria gramática, literatura e dicionários; tentativas de se padronizar o romanche não foram bem-sucedidas até o momento.
O inglês é usado como língua franca pela população ao redor do país. O governo suíço publica muitos comunicados e documentos na língua inglesa, apesar do idioma não ser um dos oficiais. Por conta das diferenças entre o alemão padrão, aprendido nas escolas e usado por parte dos suíços francófonos e italófonos, e o alemão-suíço usados por parte dos suíços germanófonos, os suíços preferem usar o inglês entre si quando não se sentem confortáveis em manter uma conversa em algum dos idiomas suíços dos quais não estão habituados a usar em suas regiões. Os que mais fazem uso da língua inglesa são os suíços de fala alemã. A televisão suíça faz uso da língua inglesa entre suíços em algumas ocasiões específicas.
A imigração de grandes grupos estrangeiros, sobretudo portugueses, espanhóis, italianos, sérvios e albaneses permitiram a penetração de várias línguas estrangeiras como o português (3,5%), o albanês (3,3%), o espanhol (2,3%), o sérvio e, recentemente o turco, entre outras.

### Religião

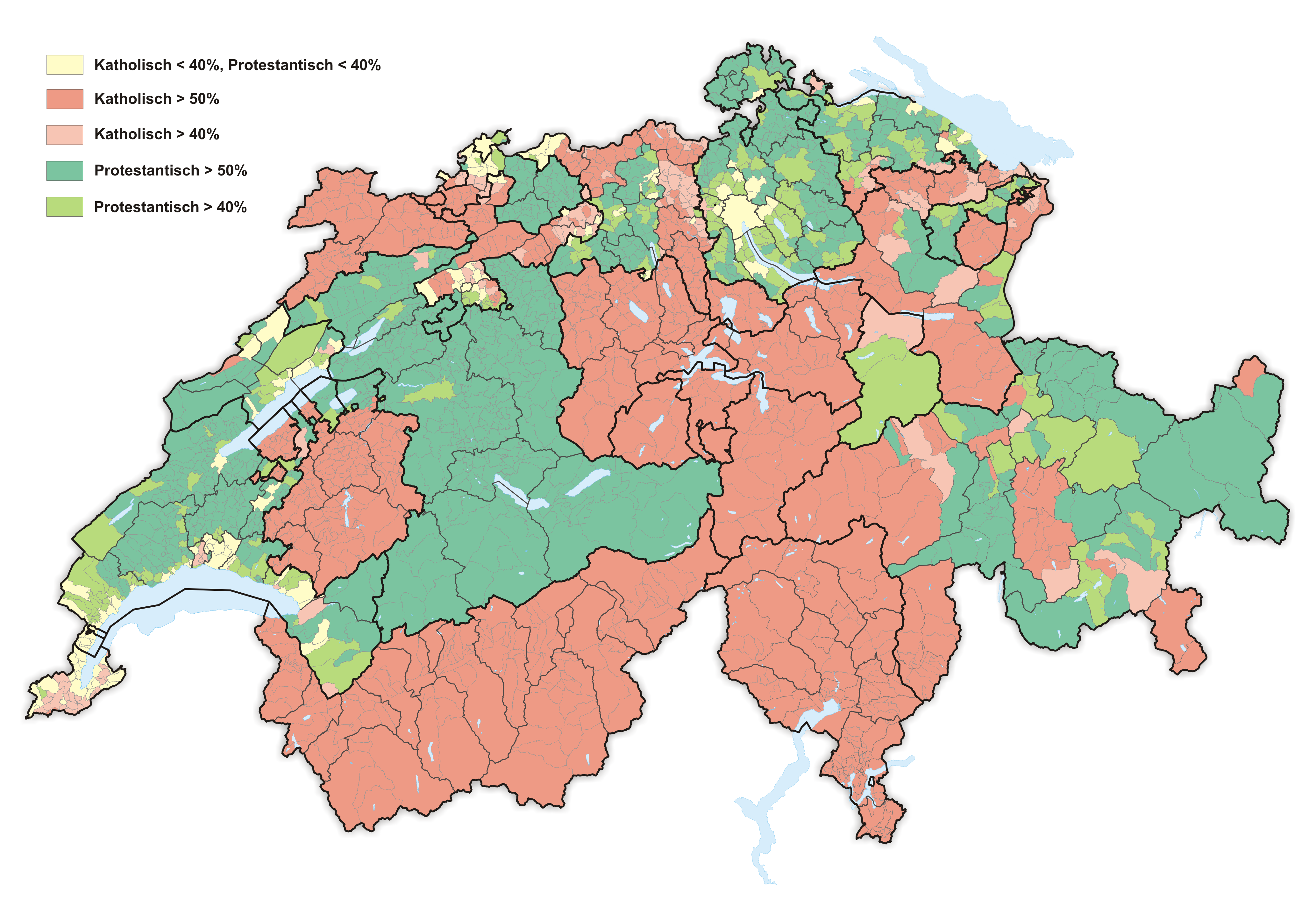
Mapa da Suíça por religião (2015).

A Suíça não tem religião oficial, embora a maioria dos cantões (exceto Genebra e Neuchâtel) reconheça igrejas oficiais, que são a Igreja Católica Romana ou a Igreja Reformada Suíça. Essas igrejas, e em alguns cantões também a Velha Igreja Católica e as congregações judaicas, são financiadas por impostos oficiais dos adeptos.
O cristianismo é a religião predominante na Suíça (cerca de 68% da população residente em 2016 e 75% dos cidadãos suíços), dividida entre a Igreja Católica Romana (37,2% da população), a Igreja Reformada Suíça (25,0%), outras igrejas protestantes (2,2%), a Ortodoxia Oriental (cerca de 2%) e outras denominações cristãs (1,3%). A imigração estabeleceu o Islã (5,1%) como uma religião minoritária considerável. 24% dos residentes permanentes suíços não são afiliados a nenhuma igreja (ateísmo, agnosticismo e outros).
No censo de 2000, outras comunidades minoritárias cristãs incluíam o neo-pietismo (0,44%), o pentecostalismo (0,28%, incorporado principalmente na missão Schweizer Pfingstmission), o metodismo (0,13%), a Igreja Nova Apostólica (0,45%), as Testemunhas de Jeová (0,28%), outras denominações protestantes (0,20%), a Velha Igreja Católica (0,18%), outras denominações cristãs (0,20%). As religiões não-cristãs são hinduísmo (0,38%), budismo (0,29%), judaísmo (0,25%) e outras (0,11%); 4,3% não fizeram uma declaração.

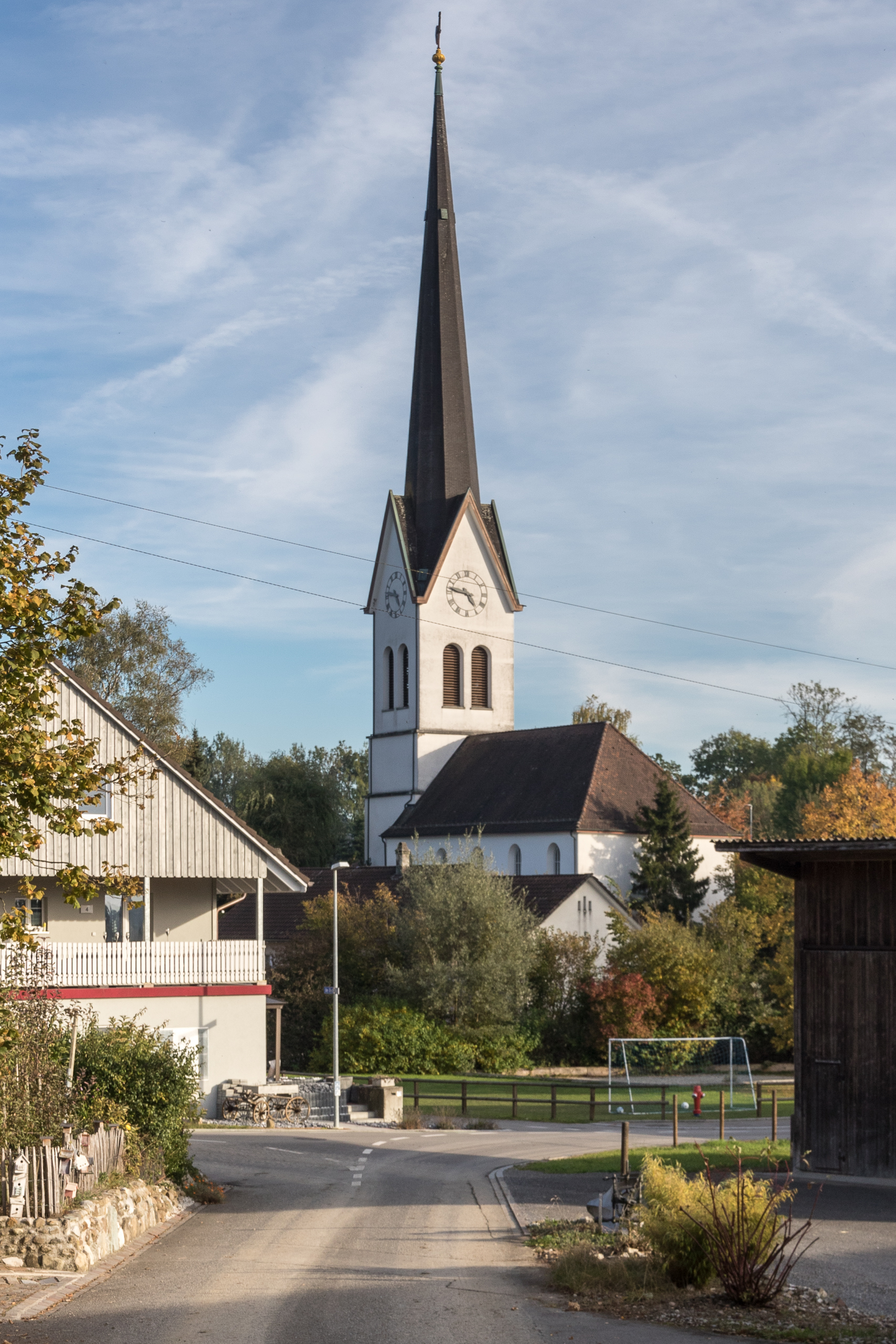
Igreja Reformada em Turgóvia.

O país era historicamente equilibrado entre católicos e protestantes, com uma complexa colcha de retalhos de maiorias na maior parte do país. A Suíça desempenhou um papel excepcional durante a Reforma Protestante, pois se tornou o lar de muitos reformadores. Genebra se converteu ao protestantismo em 1536, pouco antes de João Calvino chegar lá. Em 1541, ele fundou a República de Genebra em seus próprios ideais. Tornou-se conhecida internacionalmente como a "Roma protestante" e abrigou reformadores como Theodore Beza, William Farel ou Pierre Viret. Zurique se tornou outra fortaleza na mesma época, com Huldrych Zwingli e Heinrich Bullinger na liderança. Os anabatistas Felix Manz e Conrad Grebel também operavam lá. Mais tarde, eles se juntaram aos fugitivos Pietro Martire Vermigli e Hans Denck. Outros centros incluem Basileia (Andreas Karlstadt e Johannes Oecolampadius), Berna (Berchtold Haller e Niklaus Manuel) e São Galo (Joachim Vadian). Um cantão, Appenzell, foi oficialmente dividido em seções católicas e protestantes em 1597. As cidades maiores e seus cantões (Berna, Genebra, Lausana, Zurique e Basileia) costumavam ser predominantemente protestantes. A Suíça Central, o Valais, o Ticino, o Appenzell Innerrhodes, o Jura e o Fribourg são tradicionalmente católicos. A Constituição Federal da Suíça de 1848, sob a recente impressão dos confrontos dos cantões católicos x protestantes que culminaram no Sonderbundskrieg, que define conscientemente um estado com o social, permitindo a coexistência pacífica de católicos e protestantes. Uma iniciativa de 1980 que pedia a separação completa da igreja e do estado foi rejeitada por 78,9% dos eleitores. Atualmente, alguns cantões e cidades tradicionalmente protestantes têm uma pequena maioria católica, não porque eles cresceram em quantidade de membros, pelo contrário, mas apenas porque desde 1970 uma minoria em constante crescimento não se tornou afiliada a nenhuma igreja ou outro órgão religioso (21,4% na Suíça, 2012) especialmente em regiões tradicionalmente protestantes, como Basileia (42%), cantão de Neuchâtel (38%), cantão de Genebra (35%), cantão de Vaud (26%) ou cidade de Zurique (cidade: 25%; cantão: 23%).

## Governo e política

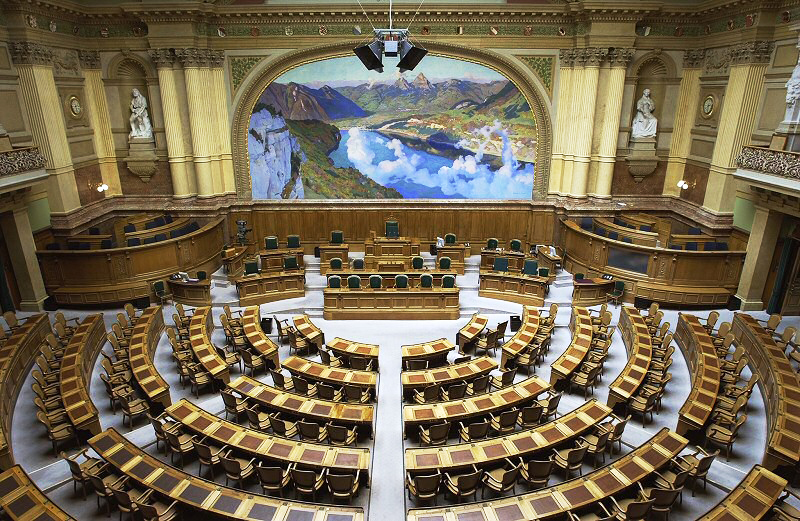
Interior da Assembleia Federal.

A Suíça é um Estado Federal desde 1848. A nova Constituição de 1999 não influenciou nenhuma mudança notória no sistema político helvético. Garante a soberania de cada cantão e a separação entre poderes federais e cantonais. Defende a aplicação total dos Direitos Humanos, da dignidade humana e proíbe a pena de morte.
A Suíça, apesar de ser um estado de pouca extensão, possui um sistema político bastante complexo, semelhante ao dos sistemas federais dos restantes países do mundo. A Constituição Federal da Suíça define o país como um Estado Federal composto por 26 cantões em que cada cantão tem a sua autonomia político-económica. A hierarquia política da Suíça é constituída da seguinte maneira: em primeiro lugar está o sistema federal; em segundo, o cantonal; em terceiro, o sistema comunal. O sistema federal (ou Governo Central) vela pelas relações políticas com o exterior, a economia nacional, as Forças Armadas, os estatutos sobre as medidas internacionais como o peso e a altura, os caminhos-de-ferro (conhecidos como "Chemins-de-Fer Fédéraux", CFF), entre outros. Já o poder cantonal tem a sua própria polícia, tem o seu sistema de saúde e educação e até tem estatuto oficial perante a religião. Por exemplo, no cantão de Valais a religião oficial é a Católica enquanto, no cantão de Vaud, a religião é o Protestantismo. O Governo da Suíça é constituído por um Conselho Federal, que representa o poder executivo, eleito indirectamente pelas duas assembleias reunidas: o Conselho Nacional e o Conselho dos Estados, que reunidas formam o Parlamento suíço, a Assembleia Federal (Die Bundesversammlung, L' Assemblée fédérale, Assemblea federale). As duas casas do parlamento discutem as leis formadas, mas separadamente. Quando não se entendem, as leis têm que ser alteradas.

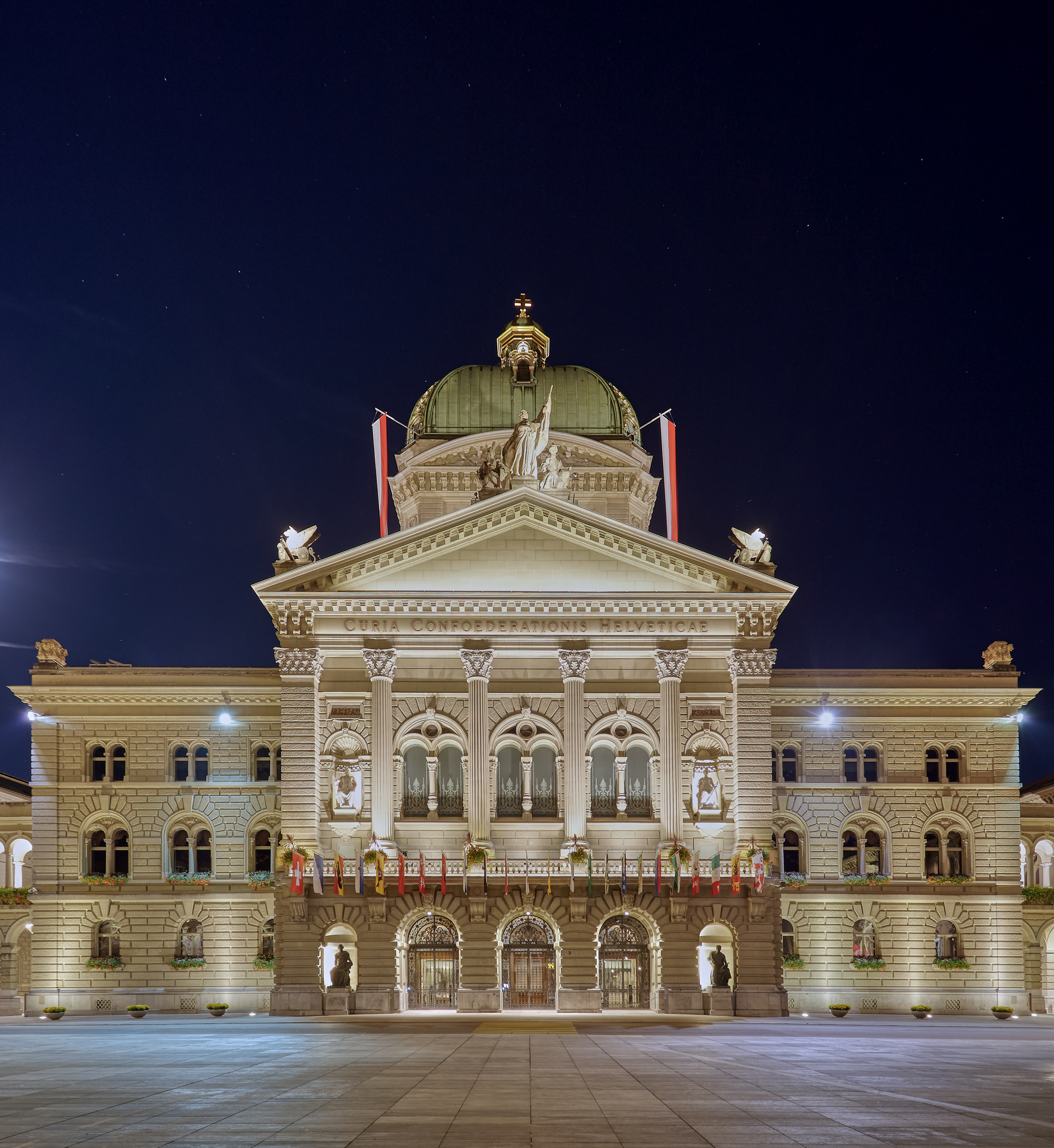
O Palácio Federal onde as decisões nacionais são tomadas pelos sete membros do Conselho Federal.

O Conselho Nacional (semelhante ao Parlamento Português) é constituído por duzentos lugares. Os seus deputados são eleitos por um período de quatro anos através de um complexo sistema de representação proporcional. O Conselho dos Estados (semelhante ao senado norte-americano) é constituído por 46 lugares. Os cantões enviam dois representantes e os semicantões enviam um. Os representantes de cada cantão são eleitos pela população do respectivo cantão e o sistema de voto difere de um cantão para outro, visto que cada um deles tem as suas próprias regras.
O Conselho Federal, Governo Federal ou Administração Federal (Conseil Fédéral, Bundesrat, Consiglio Federale, Cussegl federal, em francês, alemão, italiano e romanche, respectivamente) é constituído por sete lugares. Cada membro tem direitos equivalentes e representa uma parte do Conselho Federal. Cada membro pode ser reeleito e não existe um limite máximo de mandatos. As pastas que constituem o Conselho são: Assuntos Internos; Negócios Estrangeiros; Energia, Tráfego Ambiente e Comunicações; Economia; Finanças; Justiça e Política; e Defesa, Protecção e Desporto. Todas as decisões federais, ou a aplicar a nível federal, são tomadas no Palácio Federal em Berna. Por fim, o Tribunal Federal é a organização primária do sistema judicial na Suíça, sediado em Lausanne. A sua função é proteger as leis suíças contra posições arbitrárias que possam prejudicar os cidadãos e seus direitos.
A Suíça não tem um presidente de Estado como, por exemplo, em Portugal e no Brasil, o Presidente da República, mas sim um representante da Confederação Helvética que exerce as funções de Presidente da nação. O Presidente da Confederação Helvética é eleito pelos sete conselheiros federais por um período de um ano. Neste sistema colegial, o presidente, com estatuto primus inter pares (ou seja, primeiro entre iguais) é um membro do conselho federal sem mais poderes do que os outros, mas tem a última palavra em caso de empate nas diversas votações que possam ocorrer quer no Conselho Federal ou nas duas alas políticas. Acessoriamente ele representa a nação, tanto a nível internacional como nacional.

### Democracia direta

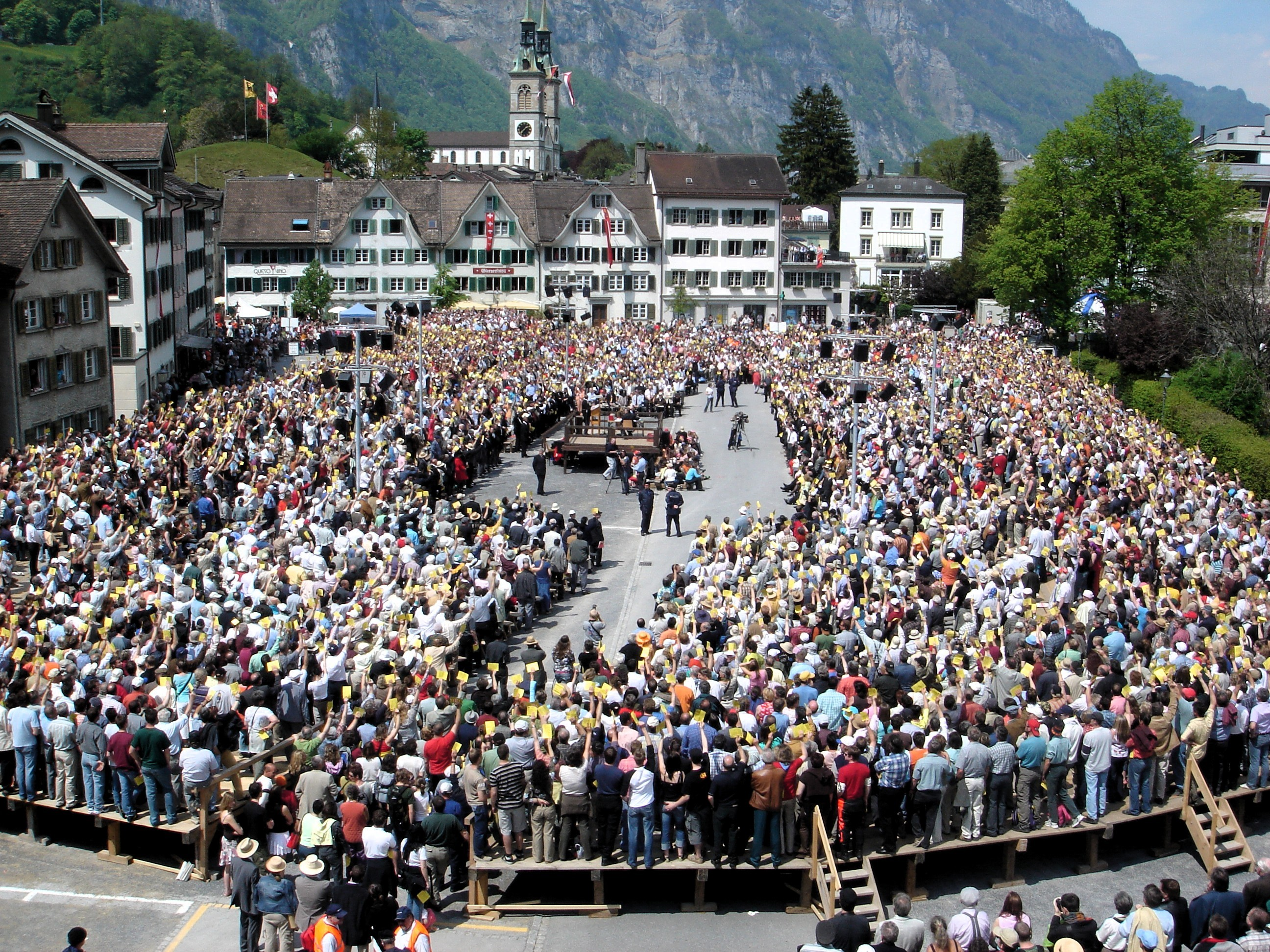
O Landsgemeinde é uma velha forma de democracia direta sendo ainda praticado em dois cantões suíços.

Para que toda a população possa participar na vida política, a Suíça tem um sistema único no Mundo de democracia direta. É muito frequente a realização de referendos, quer a nível federal, quer a nível cantonal. Além do mais, os resultados de um referendo federal não implicam a obediência de uma lei referendada por um cantão que tenha votado contra. Por exemplo se um cantão votar contra uma lei e em todos os outros cantões fora aceite, essa lei não entra no cantão que tenha votado efectivamente contra. Já em relação aos assuntos externos, é necessário haver a aprovação de todos os cantões como no caso da adesão da Suíça à União Europeia. Para a realização de um referendo nacional com o objectivo de alterar uma lei na Constituição Federal, é necessário que haja cem mil assinaturas a pedir salvo se for um referendo pedido pelo Governo Federal ou por cada um dos cantões.

### Relações internacionais
As relações externas da Suíça são diversas e são da responsabilidade direta do Departamento Federal dos Assuntos Externos. São objectivos da Constituição e do Departamento, a paz entre as nações, o respeito pelos direitos humanos, a democracia e a Lei; promover a economia suíça no mundo, bem como a preservação dos recursos naturais. O país foi dos últimos a integrar totalmente as Nações Unidas, a 10 de setembro de 2002, após um referendo, realizado seis meses após outro, onde na altura a integração da Suíça na ONU fora rejeitada numa proporção de 3 votos contra 1 voto a favor. Em 1996, a Suíça integra a OTAN.

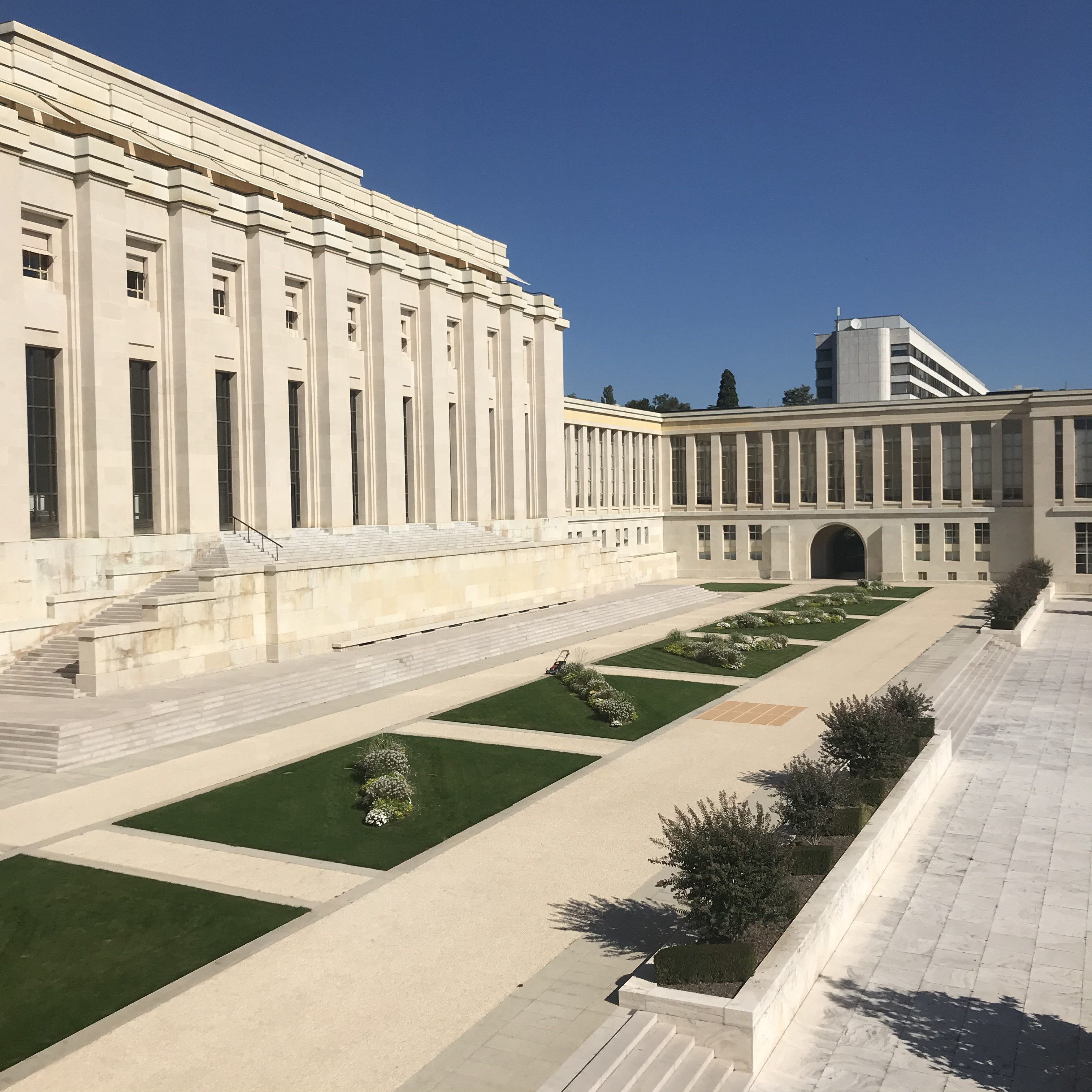
Palácio das Nações em Genebra.

Existem várias situações de conflitos diplomáticos entre a Suíça e o exterior. Ultimamente, a Suíça tem vindo a ter vários conflitos diplomáticos com a Líbia que começaram em julho de 2008 quando da detenção do filho do presidente líbio. Hannibal Kadhafi e a sua esposa eram acusados de maltratar uma empregada e foram detidos pelas autoridades suíças. A Líbia ameaçou várias vezes a Suíça de corte de fornecimento de petróleo se o país não libertasse Hanninal Kadhafi e pedisse desculpa pelo sucedido. Após várias resistências, as autoridades libertaram-no e o Presidente do Conselho pediu desculpas em público à frente do Presidente Kadhafi em Tripoli. A imprensa suíça viu isso como uma humilhação por parte da Confederação.
O país é membro da Associação Europeia de Livre Comércio, mas não faz parte da União Europeia, apesar de todos os países à sua volta serem integrantes do bloco europeu, exceptuando-se o Liechtenstein. A Suíça negociou a integração no Espaço Económico Europeu (EEE) e, em 20 de maio de 1992, assinou o acordo para a adesão do país à União Europeia. No entanto, um referendo nacional, realizado a 6 de dezembro do mesmo ano, rejeitou a integração do país ao EEE por apenas 50,3% dos votos. Como consequência, as negociações com a União Europeia, na altura, Comunidade Económica Europeia, foram congeladas. A sua adesão permanece em aberto e é vontade do Governo Federal a integração total da Suíça na UE.
Ao longo da década de 1990, vários tratados foram assinados entre a UE e a Suíça. Vários acordos bilaterais estão em prática entre o bloco europeu e o país, no tocante a livre circulação de pessoas, tráfego aéreo e terrestre, agricultura, ciência, segurança, cooperação em casos de fraudes, entre outros. Porém, os acordos da Suíça com a UE estão sujeitos à chamada cláusula da guilhotina em que, se num referendo um tratado for rejeitado, os acordos bilaterais I de 1999 são automaticamente anulados. Em 5 de junho de 2005, um referendo aprovou por maioria a integração do país no Espaço Schengen para a livre circulação de pessoas, o que foi confirmado por outro referendo, a 12 de dezembro de 2008.

### Forças Armadas

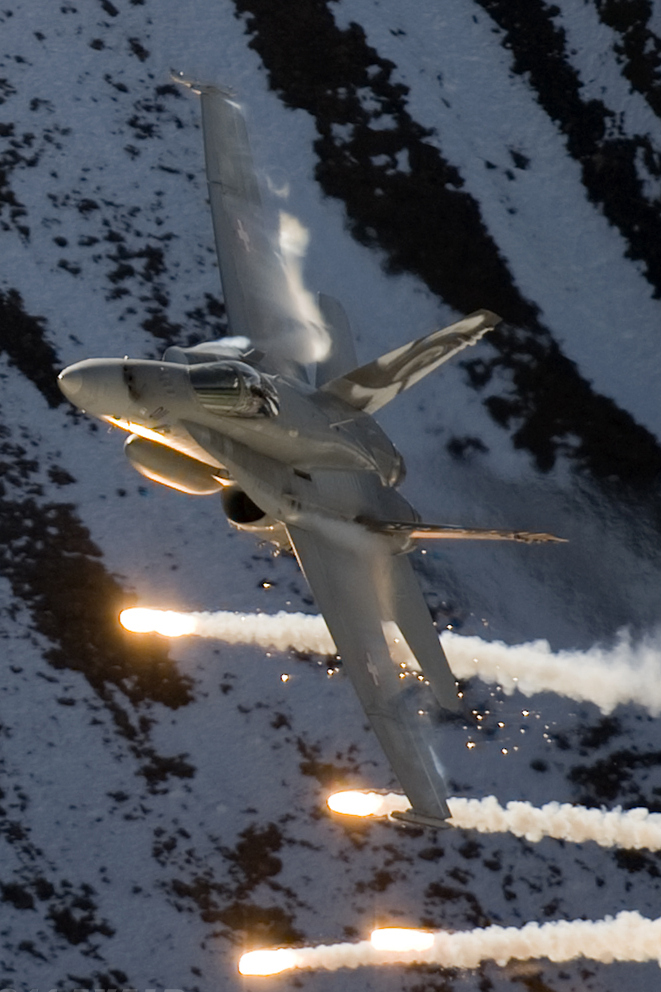
Um F/A-18 Hornet, da Força Aérea da Suíça.

As forças armadas helvéticas têm estatuto de milícia, com formação militar obrigatória, além da sua formação académica. Em 2024, o orçamento para a defesa do país rondou os 6,25 bilhões de francos (5,5 bilhões de franco suíços), cerca de 0,68% do PIB suíço, no mesmo ano. Possui aproximadamente 147 mil militares em suas fileiras.
Equipadas de material sofisticado e moderno, as forças armadas da Suíça têm como funções a defesa do território e da soberania helvética e a contribuição para a paz mundial através de missões ao estrangeiro, quer através da OTAN, quer através da ONU.
Durante os tempos de paz, as forças armadas são comandadas pelo chefe da armada que depende do conselheiro federal da Defesa, Protecção da população e Desporto (DDPS) e do conselho federal por inteiro. Em tempos de guerra, a assembleia federal elege o general da armada perante os comandantes. Desde 1848, apenas quatro homens ocuparam esse lugar.
A Guarda Suíça que acompanha o papa foi criada no século XVI pela armada suíça e era constituída por mercenários que lutavam entre as potências. Hoje servem unicamente o papa, cabendo a ele eleger o superior. Os guardas devem ter tido uma formação no exército suíço durante, pelo menos, dois anos.

## Divisão administrativa
A Suíça, à semelhança de outros países federais, é constituída por 26 estados autónomos em que cada um deles tem autonomia própria. Segundo a constituição federal, estes estados são designados cantões e são independentes e soberanos. Os cantões (oficialmente designados como membros da Federação Helvética) podem criar as suas leis de modo a que essas leis não interfiram nos outros cantões. Tal como a nível nacional, cada cantão tem a sua constituição, as suas regras, os seus estatutos, etc. Todos os cantões têm o seu parlamento o que reforça as suas autonomias. Como cada cantão é diferente a nível – e não só – territorial, populacional e económico, é normal que as regras divirjam de um para outro.
Num referendo realizado em 1919, o estado austríaco de Vorarlberg aprovou a sua junção à confederação helvética, com 80% de afirmações positivas. No entanto, o governo austríaco não acatou com os resultados. Os suíços italianos e francófonos, bem como os suíços librais rejeitaram também essa junção. Os cantões estão divididos em 2 636 municípios (ou comunas).

## Economia

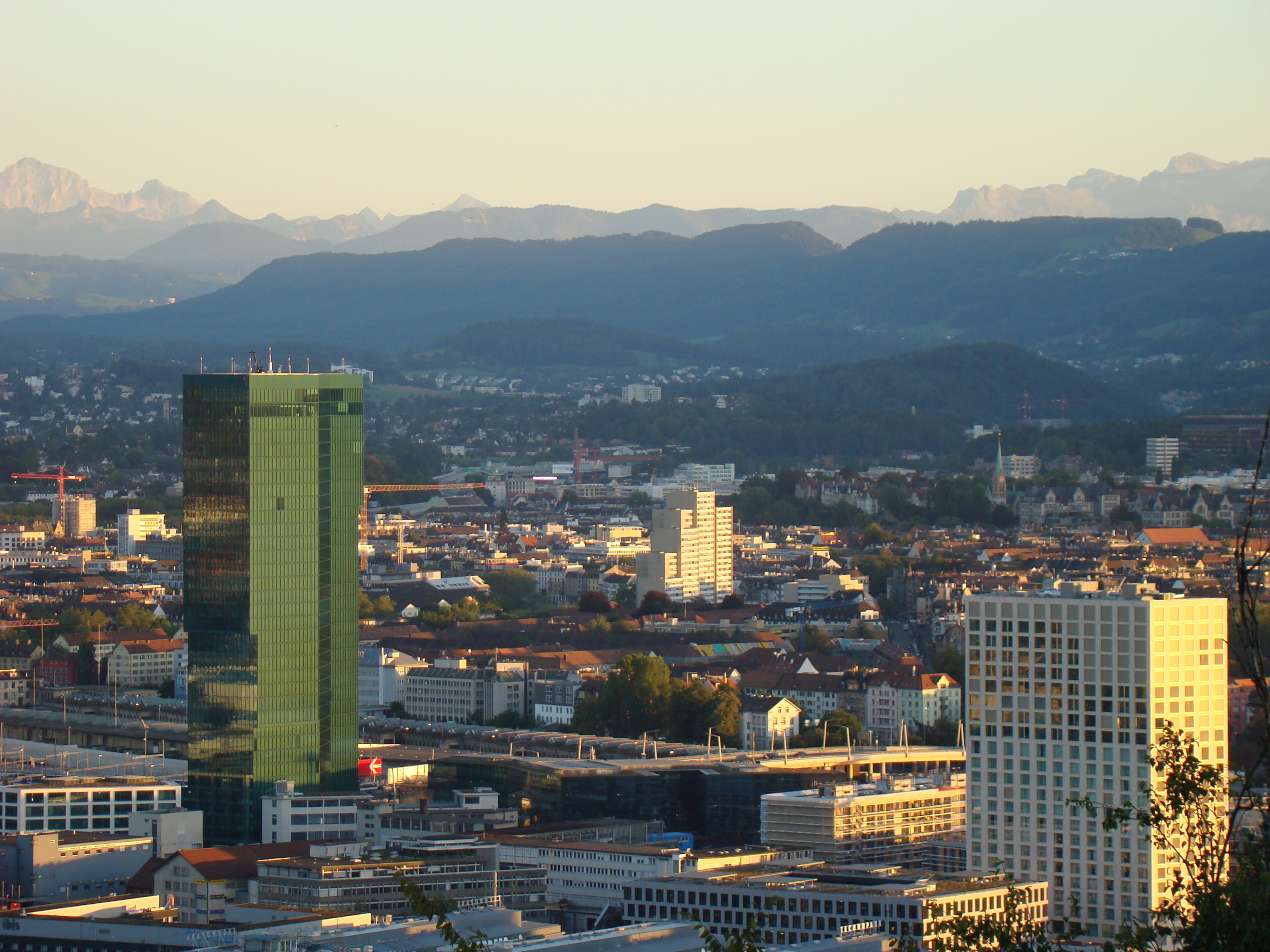
A Grande Área de Zurique, a casa de 1,5 milhão de pessoas e de 150 000 empresas, é uma dos mais importantes centros econômicos do mundo.

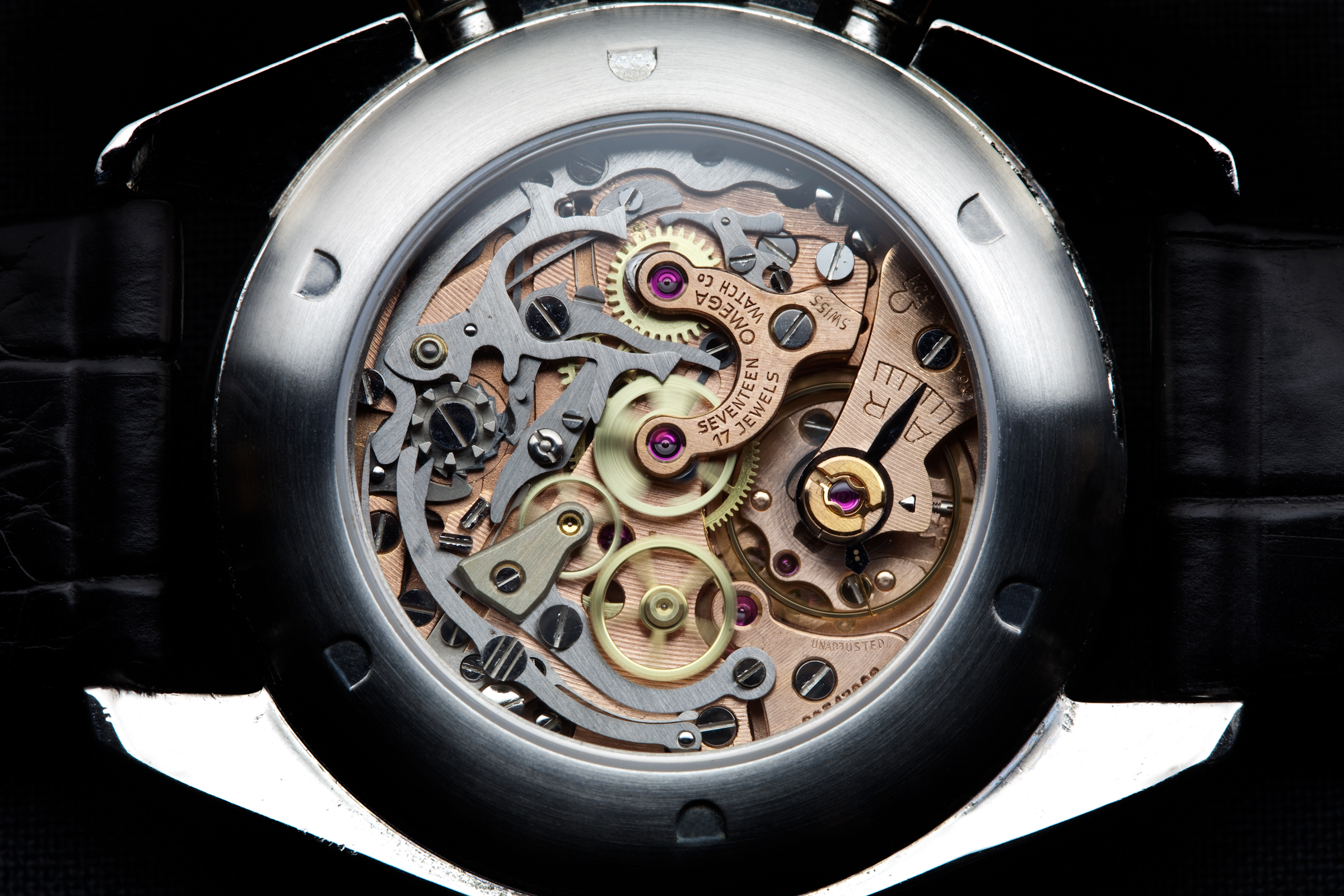
Em termos de valor, a Suíça é responsável por metade da produção mundial de relógios.

Principais produtos de exportação da Suíça em 2019.

Cerca de dois terços do território suíço é coberto de florestas, montanhas e lagos. Dado que o país não possui recursos minerais, tem de importar, processar e colocar à venda as necessidades da população. Dos três sectores que compõem a actividade económica suíça, o terciário é o mais importante no qual se incluem a banca, as seguradoras e o turismo. No século XIX, vários cantões adotavam um sistema bancário livre, que permitia livre entrada, circulação e emissão de moeda privada e, que perdurou até a adoção de uma nova regulação bancária em 1881. A agricultura também é importante, porém, não satisfaz às necessidades totais da população, sendo obrigado a importar.
Atualmente, é a 23ª economia do mundo, com um PIB estimado de 492,6 bilhões de dólares americanos para o ano de 2008 (pela taxa de câmbio oficial) ou 309,9 bilhões de dólares (pela paridade de poder de compra). O PIB per capita (estimado em 40 900 dólares americanos para 2008) é um dos maiores do mundo, enquanto a taxa de desemprego é uma das mais baixas. Dado que está rodeada de países-membro da União Europeia, a economia tem vindo gradualmente a adaptar-se às políticas do bloco económico, de modo a aumentar a sua competitividade internacional, apesar de haver ainda algum proteccionismo, sobretudo na agricultura.
Importante centro financeiro internacional, a Suíça é também a primeira praça financeira para a gestão de fortunas e continua a ser um porto seguro para os investidores, em razão do grau de sigilo bancário vigente no país e da histórica estabilidade da moeda local. Apesar das exigências da legislação, as regras do sigilo persistem e os não residentes estão autorizados a realizar negócios através de diversos intermediários e entidades offshore. Segundo o The World Factbook da CIA, aí ocorrem importantes etapas do processo internacional de lavagem de dinheiro. Em 2009, a Suíça foi incluída na 'lista cinza' de 38 paraísos fiscais, pela OCDE.
Durante a última década, o sigilo bancário suíço tem sido várias vezes posto em causa, quer interna, quer externamente. O sigilo, previsto na lei suíça pelo artigo 47.º da Constituição, tem permitido a defesa da divulgação de dados que são normalmente pedidos pelas autoridades internacionais contra a evasão fiscal. Esse estatuto perante a banca tem permitido a chegada de novos capitais ao país, bem como a estabilização do franco suíço, sobretudo depois da chegada do Euro.
Após a eclosão da Grande Recessão, foi pedida várias vezes à Suíça o levantamento do artigo 47.º pelas autoridades internacionais, de modo a poder investigar crimes fiscais ocorridos em vários países, cujos capitais terão sido depositados na Suíça. As dificuldades para tal, fizeram com que vários países, nomeadamente a Alemanha, a França e os Estados Unidos, colocassem o país na lista negra dos paraísos fiscais, que viria a acontecer em Março de 2009 – a OCDE coloca a Suíça na lista negra. A Crise do subprime, provocada pela falência do banco Lehman Brothers, atingiu fortemente o setor bancário suíço em 2008. A Union de Banques Suisses perdeu cerca de trezentos milhões de francos (cerca de 207 milhões de euros) durante a crise.
|                                        |  |                                           |
| Sede da Hoffmann–La Roche em Basileia. |  | Sede da Nestlé nas margens do Lago Léman. |

Apesar da forte queda das ações do sistema bancário, a economia suíça cresceu 2% em 2008. O Escritório Federal da Estatística (OFS) para poder estudar o desenvolvimento do país decidiu criar territórios macro-económicos que permitam efectuar comparações entre eles. O estudo consiste numa partilha do país em regiões importantes para a política e para a economia.
Menos de 10% da população activa trabalha no sector primário, embora seja fortemente apoiado pelo governo federal. Já 40% têm profissão na área secundária da indústria na qual se incluem produções de máquinas e metalúrgica, o têxtil e a relojoaria. Muitos desses produtos são exportados para outros países. Porém, o facto da Suíça não estar presente na União Europeia, as exportações sofrem com as restrições aduaneiras e pela falta de livre circulação de bens. O poder de compra no país é alto, apesar do custo de vida o ser também. Porém, os altos salários, a inflação baixa (1%) e um nível de desemprego de 3,1% permitem aos habitantes terem uma qualidade de vida muito acima de vários países. Segundo a CIA, o sector primário (agricultura e pecuária), o sector secundário (indústria e transformação) e o sector terciário representam, respectivamente, 3,9%, 22,8% e 73,2 % da força laborar helvética.

### Turismo

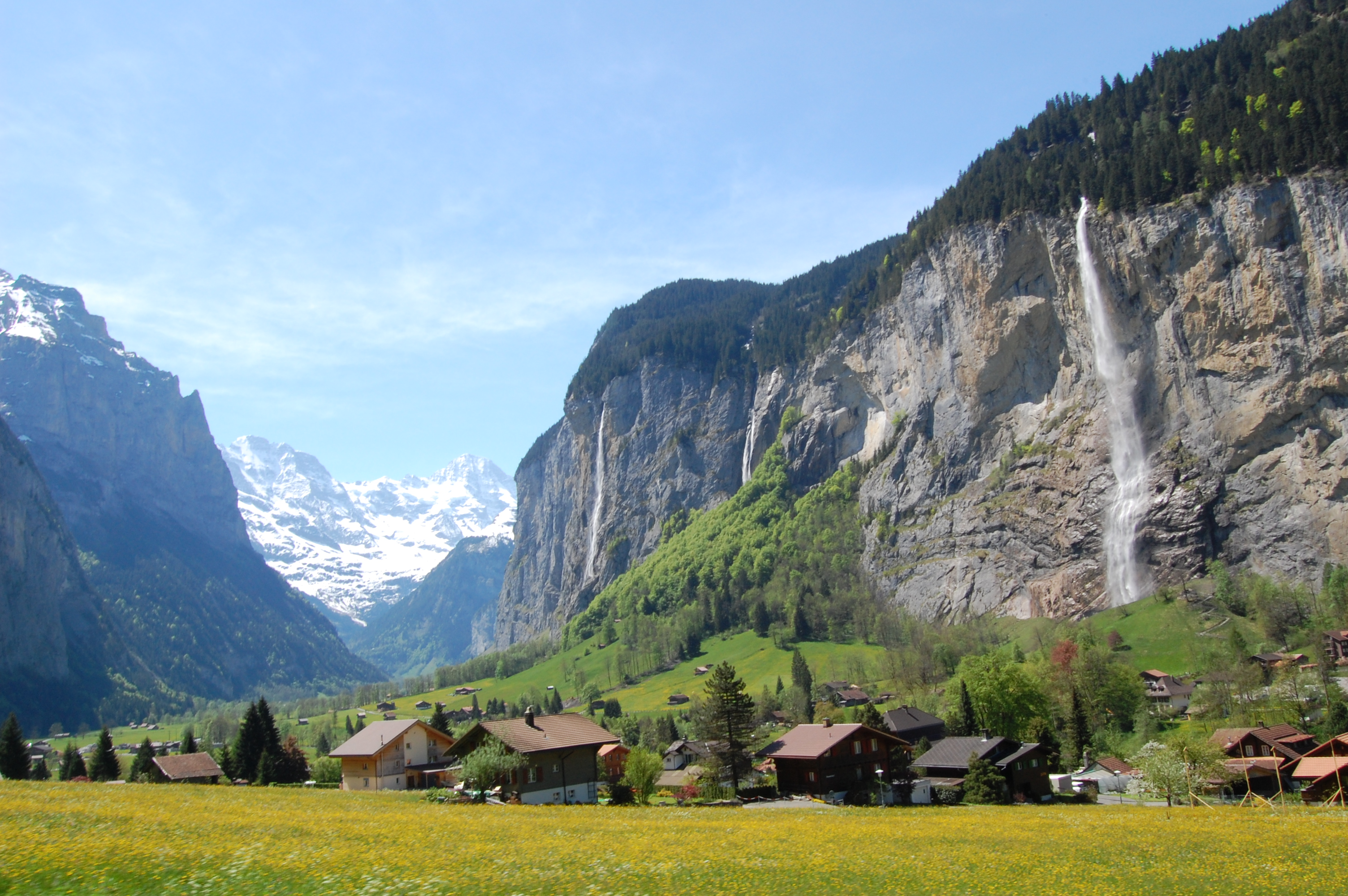
A vila de Lauterbrunnen, no cantão de Berna, inspirou J. R. R. Tolkien a criar Rivendell.

A Suíça é dividida em treze regiões turísticas. A principal atração da Suíça são as paisagens dos Alpes suíços. Até ao século XVIII, o país não era um destino, mas uma passagem obrigatória no centro da Europa. Na altura, as cidades que atraiam turistas eram apenas Basileia e Genebra devido às suas universidades, movimentos religiosos, as fontes de água e as curas que as termas proporcionavam. O início do turismo no país é provocado pelos trabalhos de escritores e pintores naturalistas do fim do século XVIII e do início do século XIX que suscitam interesse aos viajantes pelas descrições das paisagens e das montanhas. As regiões mais expostas foram as Oberland e sobretudo Zermatt, no cantão do Valais desde 1850.
No início do século XX, a Suíça gastava 3% do seu PIB anual para a hotelaria e as receitas daquele sector chegavam aos 320 milhões de francos suíços. O desenvolvimento pós-guerra de 1914-18 e o pagamento de férias pagas fazem com que existe um grande aumento da procura por parte das classes mais baixas que vêm a ser a maioria no fim da década de 1950.
Actualmente, a procura de turismo na Suíça parte sobretudo da Alemanha, que corresponde a 14,4% das estadias feitas do país, seguida da França com 5,3%, o Reino Unido com 4,8% e Itália, com 3,8%. Dos países não europeus, os Estados Unidos representam 3,3% do total das noitadas, seguidos da Austrália e da Nova Zelândia que representam 3,3%. O Japão representa apenas 0,6% das noitadas feitas na Suíça.

## Infraestrutura

### Energia

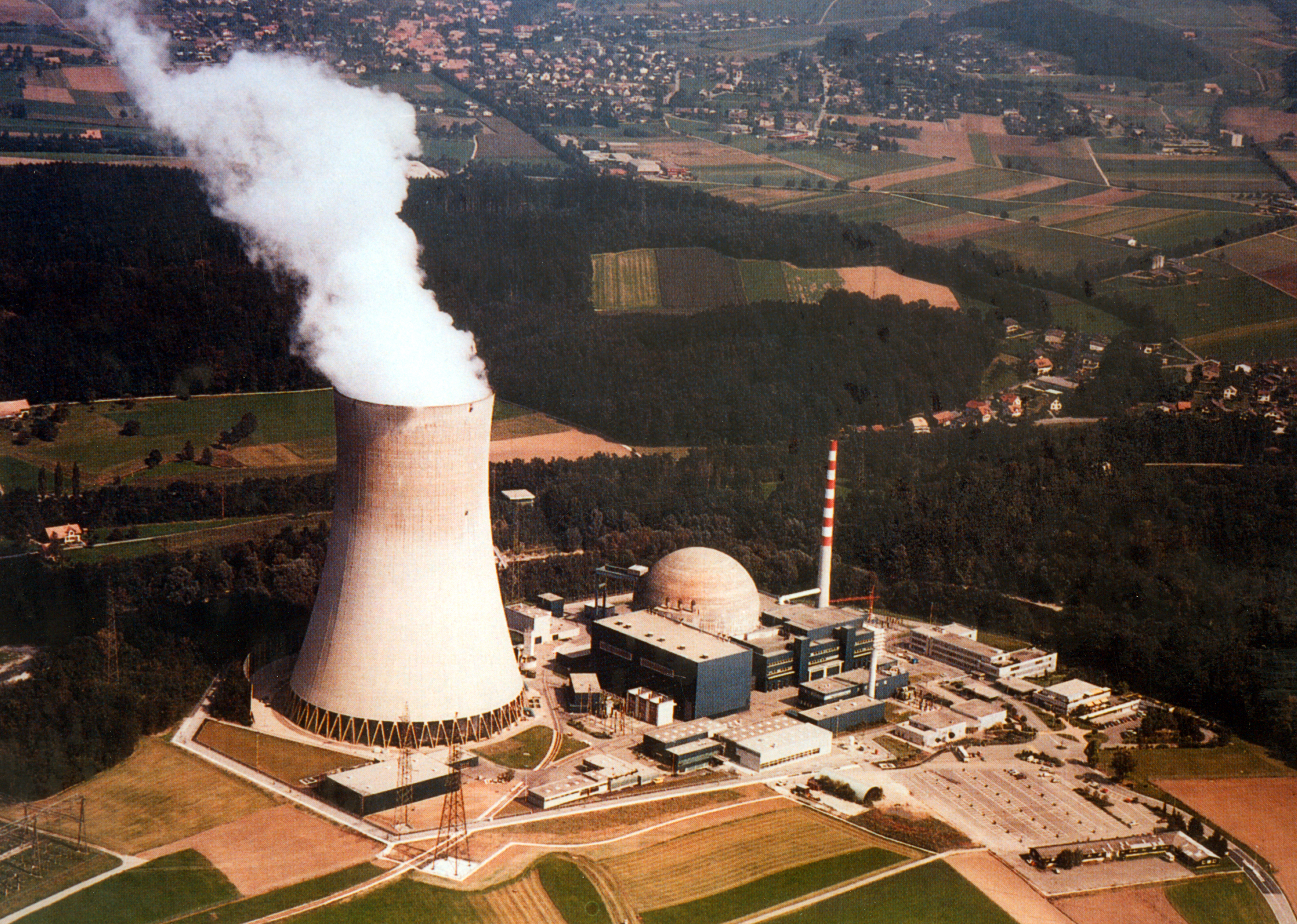
A Suíça produz energia através de centrais nucleares. Na imagem, a usina nuclear de Däniken.

Cerca de 40% da eletricidade é obtida através de centrais nucleares e de grandes barragens localizadas nos Alpes enquanto o restante é importado de outros países durante os períodos de alto consumo (Inverno e noite). No verão, a Suíça exporta energia para os seus vizinhos evitando desperdícios.
Em 18 de maio de 2003, duas iniciativas antinucleares foram rejeitadas: Moratorium Plus, que objetivava a proibição de construção de novas usinas nucleares (41,6% apoiaram e 58,4% se opuseram), e Eletricidade Não Nuclear (33,7% apoiaram e 66,3% se opuseram).
A primeira moratória de dez anos na construção de novas usinas / centrais nucleares foi o resultado de uma iniciativa popular votada em 1990, a qual foi aprovada com votos de 54,5% Sim contra 45,5% Não. Atualmente, uma nova usina / central nuclear no Cantão de Berna está planejada / planeada. A Secretaria Federal de Energia Suíça (SFES) é o órgão responsável por todas as questões relacionadas ao abastecimento e uso de energia dentro do Departamento Federal de Meio-ambiente, Transporte, Energia e Comunicações (DMTEC). A agência apoia a iniciativa da sociedade dos 2 000 watts para cortar o uso de energia da nação em mais da metade até 2050.

### Transportes

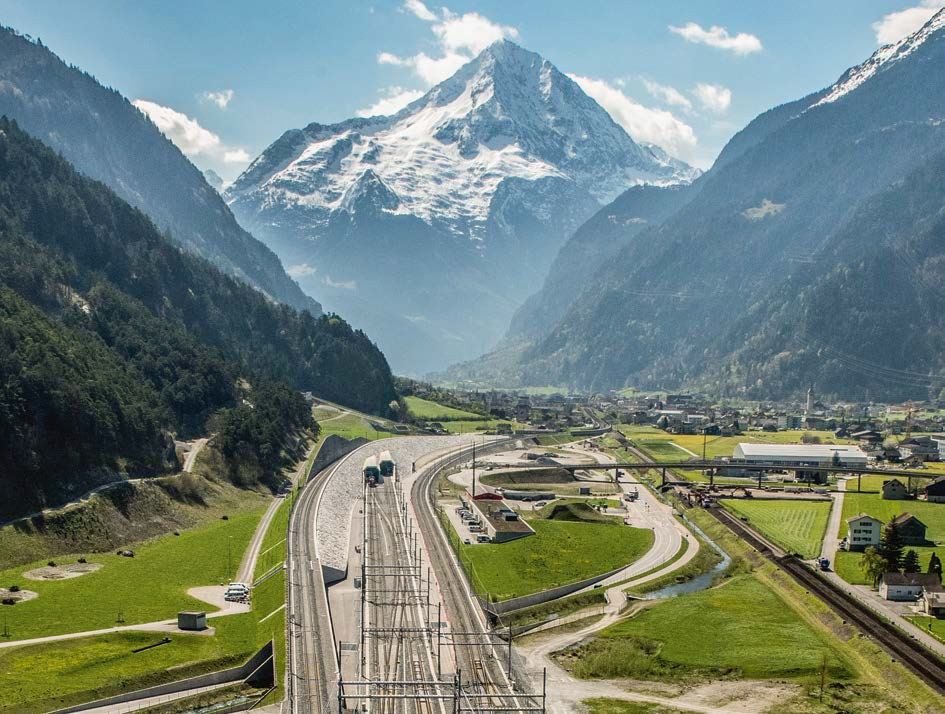
Portal norte do túnel de base de São Gotardo, nos Alpes suíços, parte da Nova Ferrovia Transalpina.

A rede ferroviária suíça é a mais densa da Europa, tem 5 250 quilômetros e transporta mais de 596 milhões de passageiros anualmente (dados de 2015). Cada cidadão viaja de trem em média 2 550 quilômetros. Praticamente 100% da rede é eletrificada. A grande maioria (60%) da rede é operada pela SBB-CFF-FFS. Além da segunda maior companhia ferroviária de bitola padrão, a BLS AG, duas empresas ferroviárias que operam em redes de bitola estreita são a Ferrovia Rética (RhB) no cantão sudeste de Graubünden, que inclui algumas linhas consideradas Patrimônio Mundial, e a Linha Matterhorn-Gotthard (MGB), que coopera com a RhB no Glacier Express, entre Zermatt e St. Moritz/Davos. Em 31 de maio de 2016, o túnel ferroviário mais longo e profundo do mundo e a primeira rota plana através dos Alpes, o túnel de base de São Gotardo que, com 57,1 quilômetros de extensão, foi inaugurado como parte da Nova Ferrovia Transalpina (NRLA) após 17 anos de obras. A empresa iniciou suas atividades diárias de transporte de passageiros em 11 de dezembro de 2016, substituindo a antiga rota montanhosa e panorâmica sobre o Maciço de São Gotardo.
A Suíça possui uma rede rodoviária administrada publicamente, sem pedágios, que é financiada por concessões de rodovias, além de impostos sobre veículos e gasolina. O sistema suíço de autoestradas exige a compra de uma vinheta (etiqueta de pedágio) - que custa 40 francos suíços - para usar as estradas por um ano, tanto para carros de passeio quanto para caminhões. A rede rodoviária suíça tem um comprimento total de 1 638 km (2000) e cobre uma área de 41 290 km², uma das maiores densidades rodoviárias do mundo. O Aeroporto de Zurique é o maior aeroporto internacional da Suíça, que transportou 22,8 milhões de passageiros em 2012. Existem também outros aeroportos internacionais, como o Aeroporto de Genebra (13,9 milhões de passageiros em 2012).

### Educação

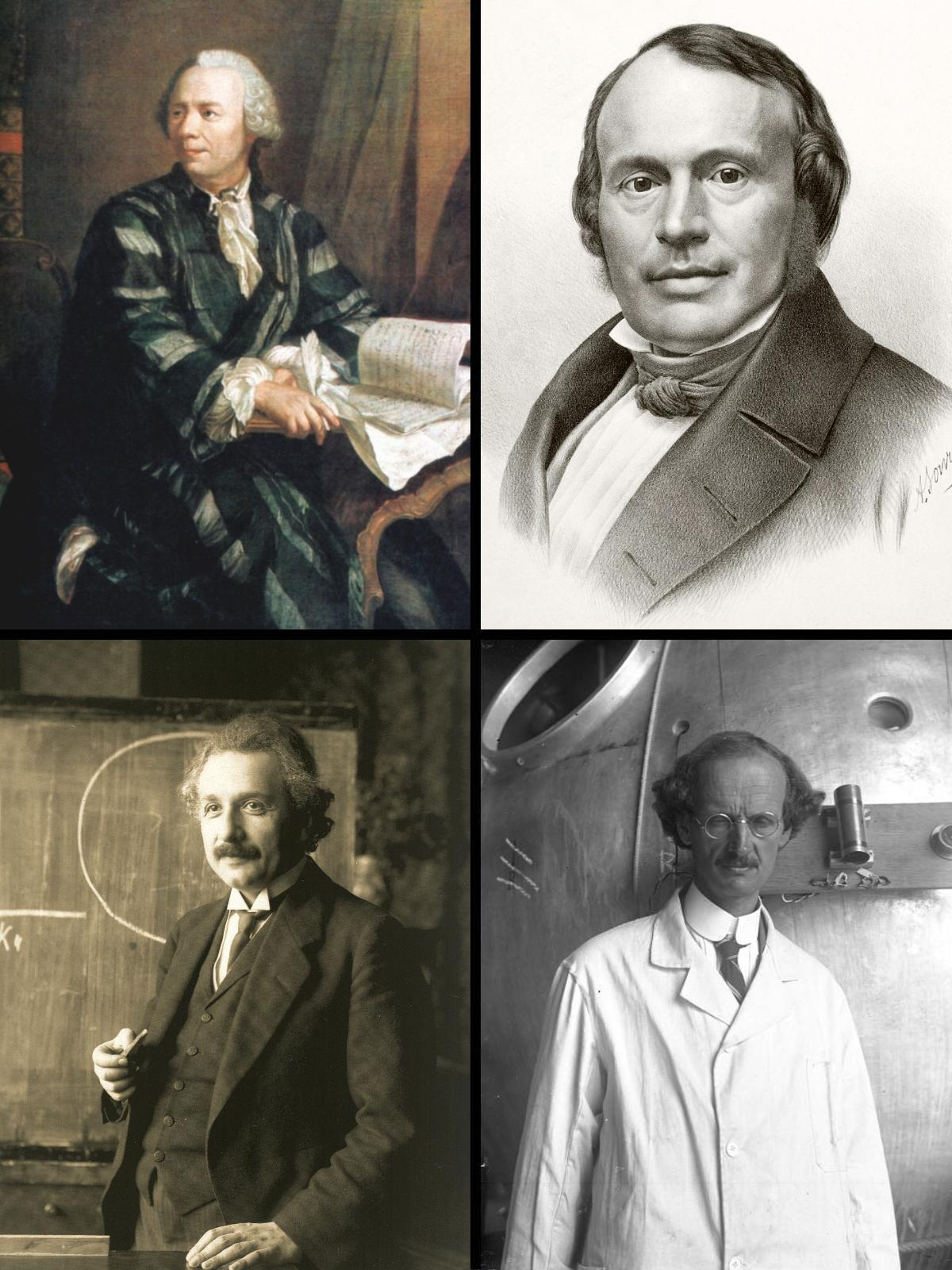
Alguns dos cientistas suíços que desempenharam um papel fundamental em sua área de atuação (em sentido horário): Leonhard Euler, Louis Agassiz, Auguste Piccard e Albert Einstein.

A educação tem vindo a ser uma fonte importante de recurso para o seu desenvolvimento económico. Por isso, o país clama em ter um dos melhores sistemas do mundo nessa área. No entanto, não existe um sistema educativo mas sim 26, o mesmo número de cantões, variando entre eles. Por exemplo, em alguns cantões o ensino da primeira língua estrangeira é iniciado no quarto ano enquanto em outros inicia-se no sétimo. O facto de cada cantão possuir o seu sistema educativo, transferir os estudantes de uma escola para outra fora do seu cantão de residência pode se tornar problemático, podendo resultar na rejeição de vários deles nas suas escolas de destino.
A maioria dos estudantes frequentam estabelecimentos públicos dado que os privados são caros para a maioria da população. Consiste em três períodos escolares: elementar, secundária e universitário. Todas as crianças são obrigadas a frequentar por no mínimo nove anos de escolaridade, seja em escolas públicas ou privadas.
A elementar inicia-se normalmente aos sete anos de idade da criança e dura oito ou nove anos de acordo com o cantão. Algumas escolas oferecem um ano a aqueles que ainda não se decidiram em termos de carreira ou não tenham encontrado um emprego, ou não tenham atingido a idade para iniciar uma actividade profissional específica. No cantão de Zurique, tal como no cantão de Valais, a primária consiste em seis anos de educação primária, tendo normalmente apenas um professor para todos as disciplinas, e mais três anos onde já têm no mínimo dois professores para disciplinas específicas. Depois de terminar a escolaridade elementar, os estudantes têm normalmente duas opções: a secundária ou escolas de maturamento, em que a segunda incide principalmente na educação específica para uma profissão.

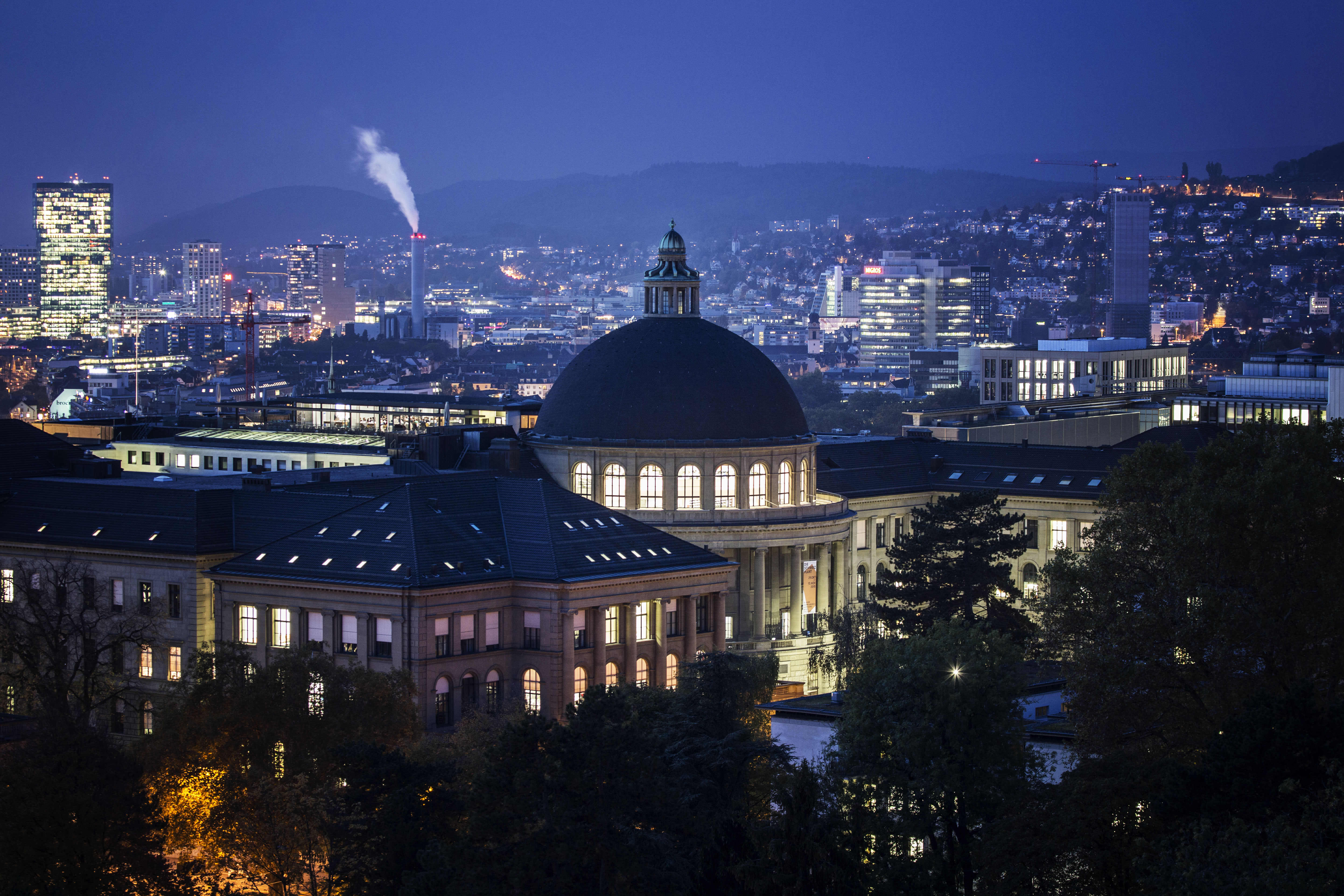
O "Zentrum", campus do Instituto Federal de Tecnologia de Zurique, a mais prestigiada universidade da Suíça, onde Albert Einstein estudou.

O secundário, similar com o sistema português, tem várias áreas de incidência: as Mathematisches und Naturwissenschaftliches Gymnasium para as matemáticas e as ciências naturais; as Neusprachliches Gymnasium para o ensino de línguas modernas como o inglês e o francês (ou alemão, dependendo do cantão em que se insere o aluno); as Wirtschaftsgymnasium para as áreas da economia; entre outras. O secundário dura entre quatro e meio a seis anos e meio formando competências básicas para o acesso a universidades através do Eidgenössische Matura – diploma federal.
Existem 12 universidades na Suíça, dez cantonais e duas federais, em que a primeira incide em áreas não técnicas. As duas universidades técnicas federais são a Eidgenössische Technische Hochschule Zürich e a École Polytechnique Fédérale de Lausanne. No entanto, o estudante que não tenha seguido o secundário e tenham optado pelas escolas de maturamento, têm à disposição um vasto leque de escolas superiores técnicas cantonais como a Haute École Valaisanne.

### Ciência e tecnologia

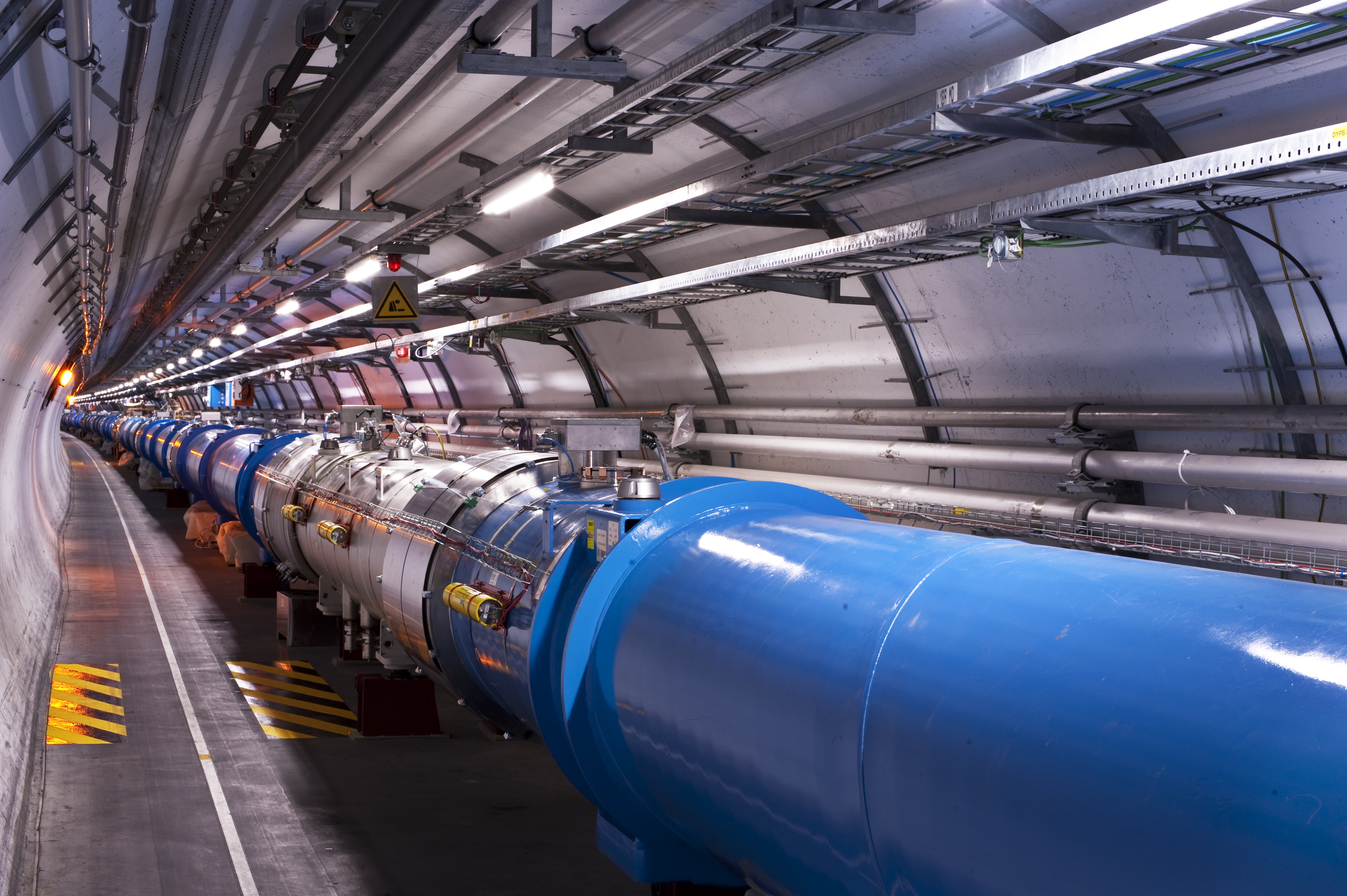
Interior do Grande Colisor de Hádrons, no CERN, o maior laboratório do planeta.

A ciência e a tecnologia são fontes importantes para o desenvolvimento económico suíço. A Fundação Nacional para a Ciência é a organização do Governo que apoia através de fundos a investigação científica no país. A estrutura política e educacional permitem que a Ciência na Suíça esteja entre as mais avançadas do Mundo.
O país tem a sua Agência Espacial e participa directamente com a Agência Espacial Europeia, sendo um dos dez fundadores. O astrónomo suíço Michael Mayor descobriu 51 Pegasi b, o primeiro exoplaneta a girar a volta de uma estrela como o Sol do Sistema Solar.
Nas áreas da Matemática Leonhard Euler é considerado como o mais proeminente do século XVIII. Fez descobertas importantes nas áreas das funções matemáticas. Na Física, o naturalizado Albert Einstein (em 1901) foi um dos maiores génios científicos de todos os tempos através das suas teorias da relatividade e da sua equação E=mc². A cidade de Genebra acolhe o maior laboratório do mundo, o CERN, que se dedica à investigação na área da Física.

### Saúde

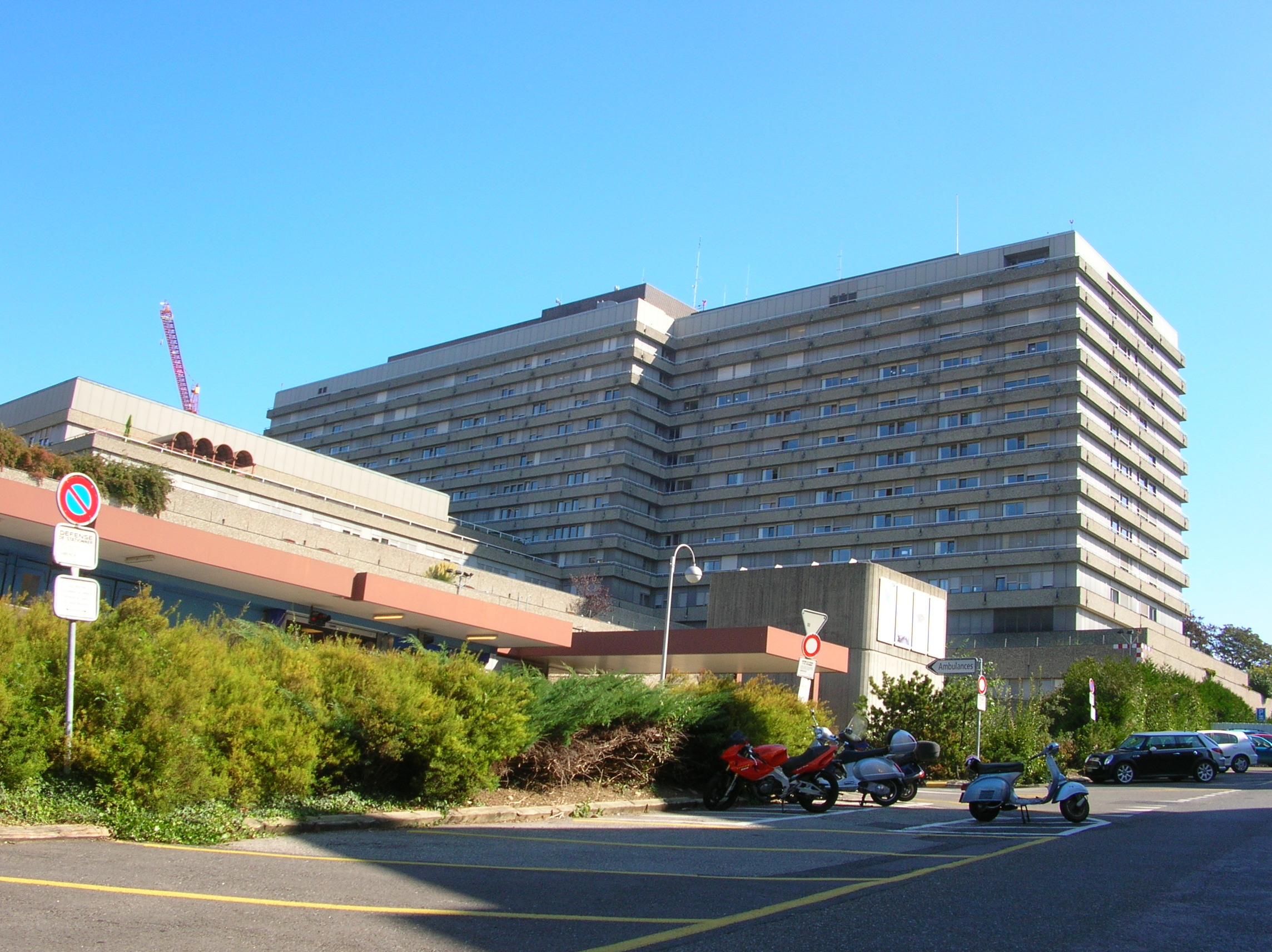
Centre Hospitalier Universitaire Vaudois (CHUV), um dos maiores hospitais da Suíça

O sistema de saúde na Suíça baseia-se através de um sistema de seguros no qual todos os cidadãos são obrigados por lei a adquirir um, previsto pelo Acto Federal da Saúde. Enquanto o seguro é subsidiado pelo governo, sobretudo para os mais pobres, os suíços pagam uma larga percentagem dos prémios do seu seguro de saúde. O governo paga 25% dos prémios enquanto os cidadãos pagam o resto. No entanto, o Estado é muito severo no que aplica a cobertura dos seguros sendo proibida a rejeição de uma cobertura a nenhum cidadão; exige que todos os preços dos mesmos sejam publicados.
Em 2005, a esperança média de vida era de 79 anos para os homens e 84 para as mulheres, colocando o país em terceira posição no grupo dos países europeus em termos de esperança de vida. A qualidade de vida reflecte-se na esperança de vida em boa saúde de 71 anos para os homens e 74 para as mulheres. A taxa de natalidade, estimado para o ano de 2008, está registada nos 9,62 nascimentos por cada 1 000 habitantes, enquanto a taxa de mortalidade fica-se pelos 8,54 falecimentos por 1 000 habitantes.
Em termos de doenças, as mais frequentes são as de origem cardiovascular que representam 37% dos falecimentos, seguidos pelos vários tipos de cancro que registam 25% dos falecimentos no país. Em 2001, a taxa de infectos com SIDA era de 0,4% representado 13 000 pessoas.

## Cultura
Três das principais línguas da Europa são oficiais na Suíça. A cultura suíça é caracterizada pela diversidade, que se reflete em uma ampla gama de costumes tradicionais. Uma região pode, de certa forma, estar fortemente ligada culturalmente ao país vizinho que compartilha sua língua, estando o próprio país enraizado na cultura da Europa Ocidental. A cultura romanche isolada linguisticamente em Graubünden, no leste da Suíça, constitui uma exceção, sobrevive apenas nos vales superiores do Reno e na Pousada e se esforça para manter sua rara tradição linguística.

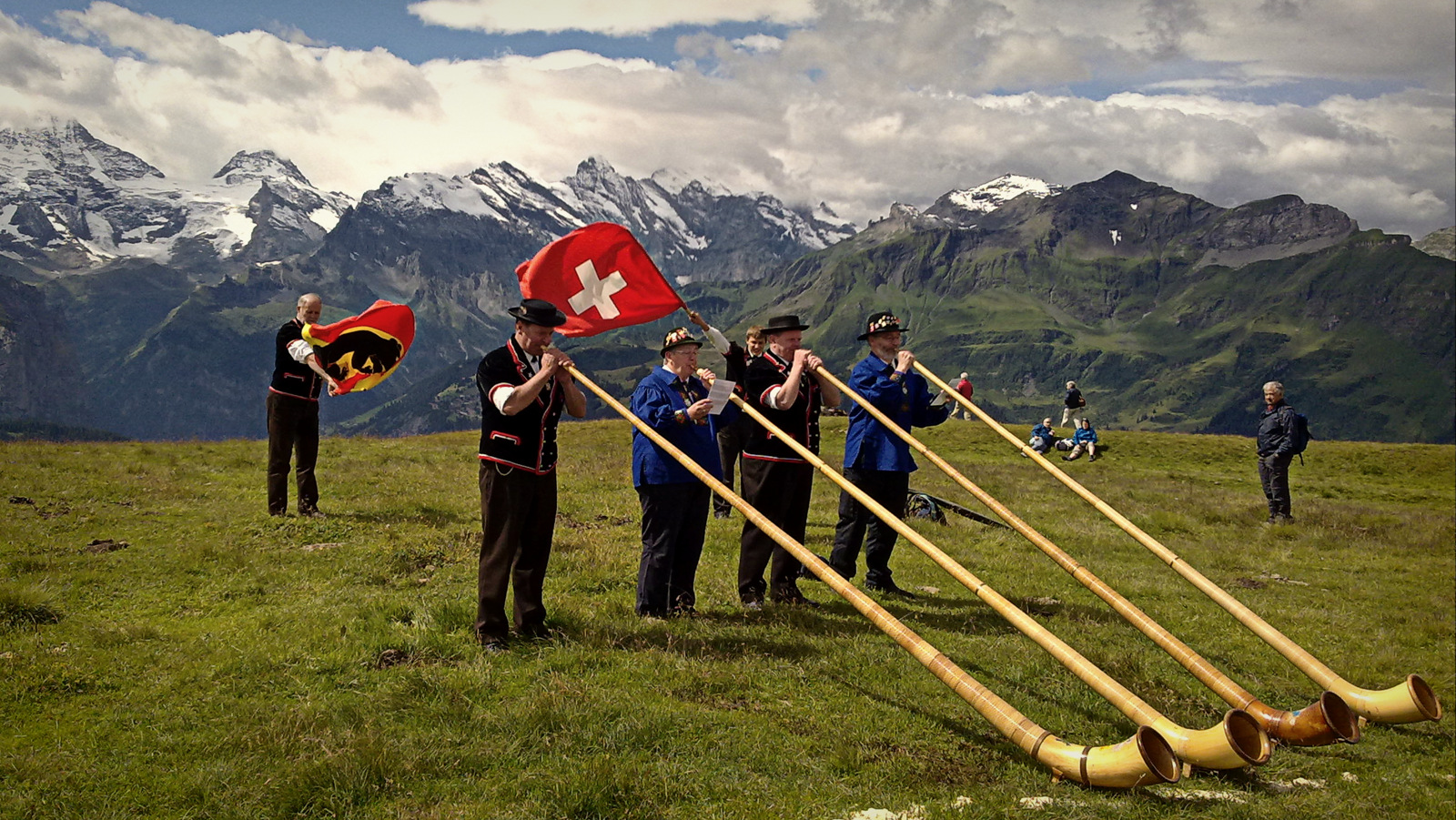
Trompas alpinas em Grindelwald.

A Suíça é o lar de muitos nomes notáveis em literatura, arte, arquitetura, música e ciências. Além disso, o país atraiu várias pessoas criativas durante períodos de agitação ou guerra na Europa. Cerca de 1 000 museus são distribuídos pelo país; o número mais que triplicou desde 1950. Entre as apresentações culturais mais importantes realizadas anualmente, estão o Festival Paléo, Festival de Lucerna, o Festival de Jazz de Montreux, o Festival Internacional de Cinema de Locarno e a Art Basel.
O simbolismo alpino desempenhou um papel essencial na formação da história do país e da identidade nacional suíça. Atualmente, algumas áreas montanhosas têm uma forte cultura de esqui no inverno e uma cultura de caminhadas (em alemão:  das Wandern) ou mountain bike no verão. Outras áreas ao longo do ano têm uma cultura recreativa que atende ao turismo, mas as estações mais tranquilas são a primavera e o outono, quando há menos visitantes. A cultura tradicional de agricultores e pastores também predomina em muitas áreas do país e pequenas fazendas são onipresentes fora das cidades. Na Suíça, a arte é principalmente expressa em música, dança, poesia, escultura em madeira e bordado. A trompa alpina, um instrumento musical semelhante à trombeta, feito de madeira, tornou-se, ao lado do iodelei e do acordeão, um epítome da música tradicional suíça.

### Literatura

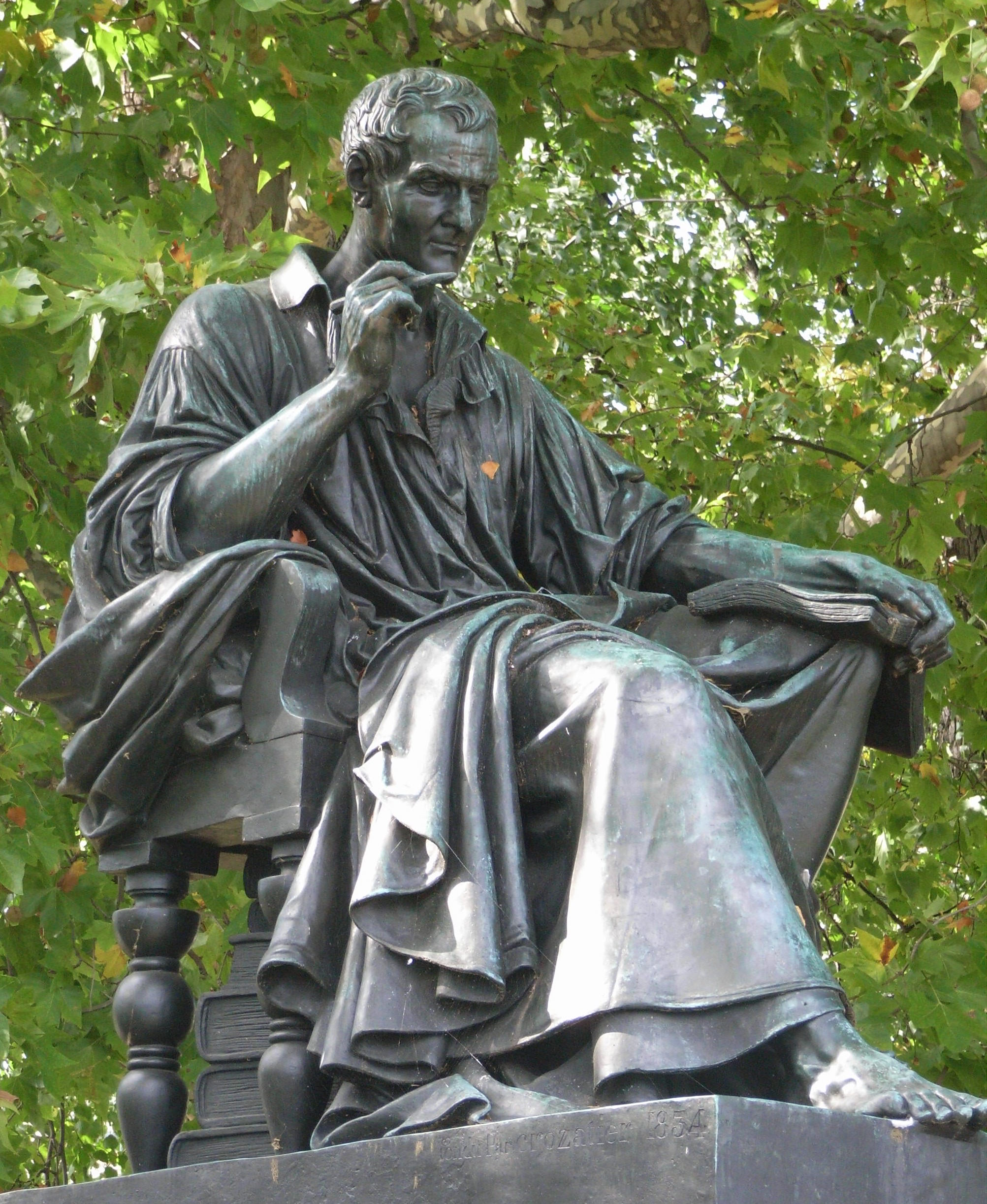
Jean-Jacques Rousseau não foi apenas um escritor, mas também um filósofo influente do século XVIII (sua estátua Genebra).

Como a Confederação, desde sua fundação em 1291, era quase exclusivamente composta por regiões de língua alemã, as primeiras formas de literatura são em alemão. No século XVIII, o francês tornou-se a língua da moda em Berna e em outros lugares, enquanto a influência dos aliados de língua francesa e áreas sujeitas era mais acentuada do que antes.
Entre os autores clássicos da literatura alemã suíça estão Jeremias Gotthelf (1797-1854) e Gottfried Keller (1819-1890). Os gigantes indiscutíveis da literatura suíça do século XX são Max Frisch (1911–91) e Friedrich Dürrenmatt (1921–90), cujo repertório inclui Die Physiker e Das Versprechen, lançado em 2001 como filme de Hollywood.
Os escritores suíços de língua francesa famosos foram Jean-Jacques Rousseau (1712-1778) e Germaine de Staël (1766-1817). Autores mais recentes incluem Charles Ferdinand Ramuz (1878–1947), cujos romances descrevem a vida de camponeses e habitantes de montanhas, ambientados em um ambiente hostil, e Blaise Cendrars (nascido Frédéric Sauser, 1887–1961).
Provavelmente a mais famosa criação literária suíça, Heidi, a história de uma menina órfã que vive com seu avô nos Alpes, é um dos livros infantis mais populares de todos os tempos e tornou-se um símbolo da Suíça. Sua criadora, Johanna Spyri (1827–1901), escreveu vários outros livros sobre temas semelhantes.

### Mídia

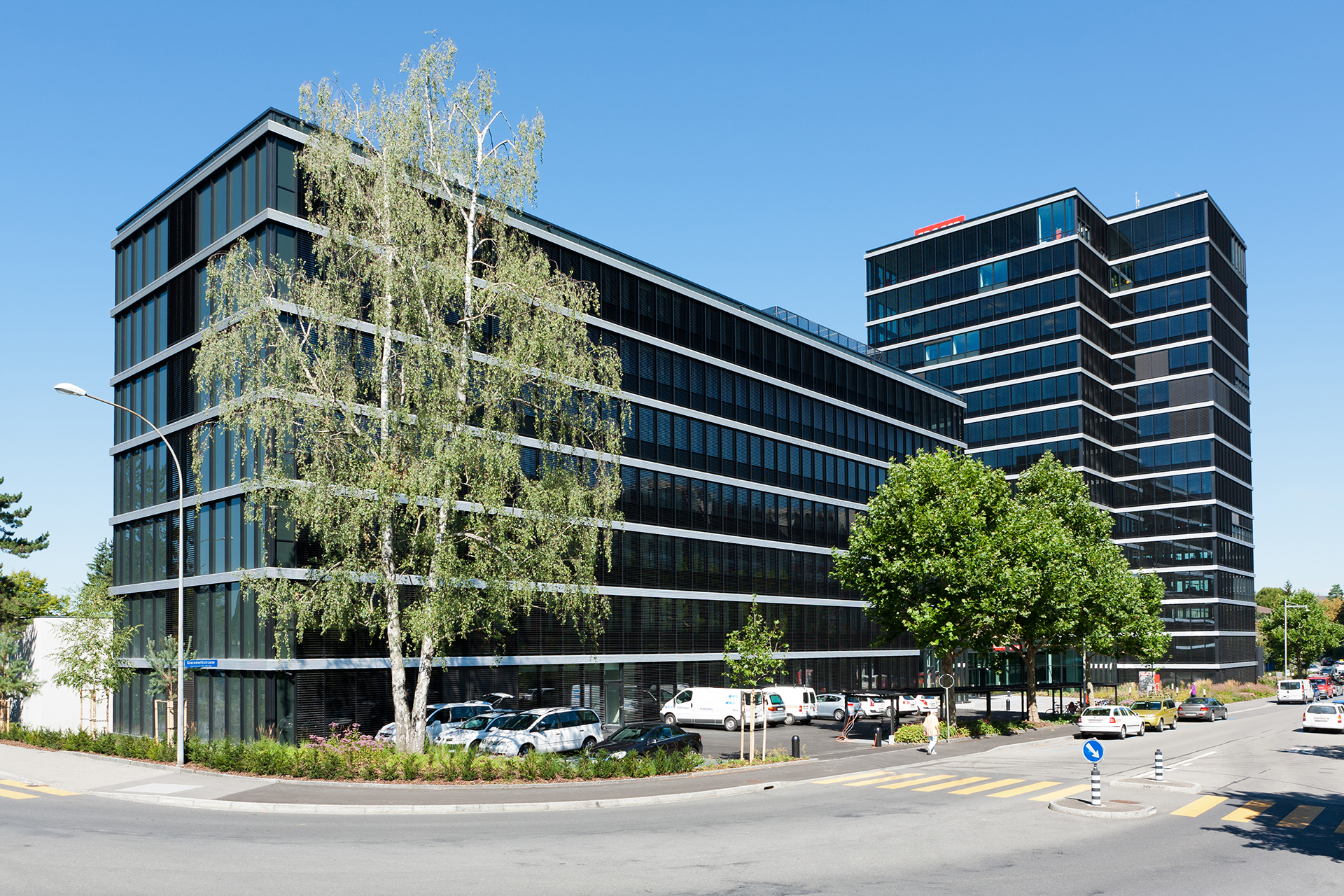
Sede da SRG SSR em Berna.

A liberdade de imprensa e o direito à liberdade de expressão são garantidos na constituição federal da Suíça. A Agência de Notícias Suíça (SNA) transmite informações 24 horas por dia em três dos quatro idiomas nacional. A SNA fornece informação para quase todas as mídias suíças e algumas dezenas de serviços de mídia estrangeira.
Historicamente, a Suíça possui o maior número de títulos de jornais publicados na proporção de sua população e tamanho. Os jornais mais influentes são o Tages-Anzeiger e o Neue Zürcher Zeitung, em alemão, e o Le Temps, em francês, mas quase todas as cidades têm pelo menos um jornal local. A diversidade cultural é responsável por um grande número de jornais.
O governo exerce maior controle sobre a mídia de transmissão do que sobre a mídia impressa, principalmente devido ao financiamento e ao licenciamento. A Swiss Broadcasting Corporation, cujo nome foi mudado recentemente para SRG SSR, é responsável pela produção e transmissão de programas de rádio e televisão. Os estúdios da SRG SSR são distribuídos pelas várias regiões do país. O conteúdo de rádio é produzido em seis estúdios centrais e quatro regionais, enquanto os programas de televisão são produzidos em Genebra, Zurique e Lugano. Uma extensa rede de cabos também permite que a maioria dos suíços acesse os programas dos países vizinhos.

### Esportes

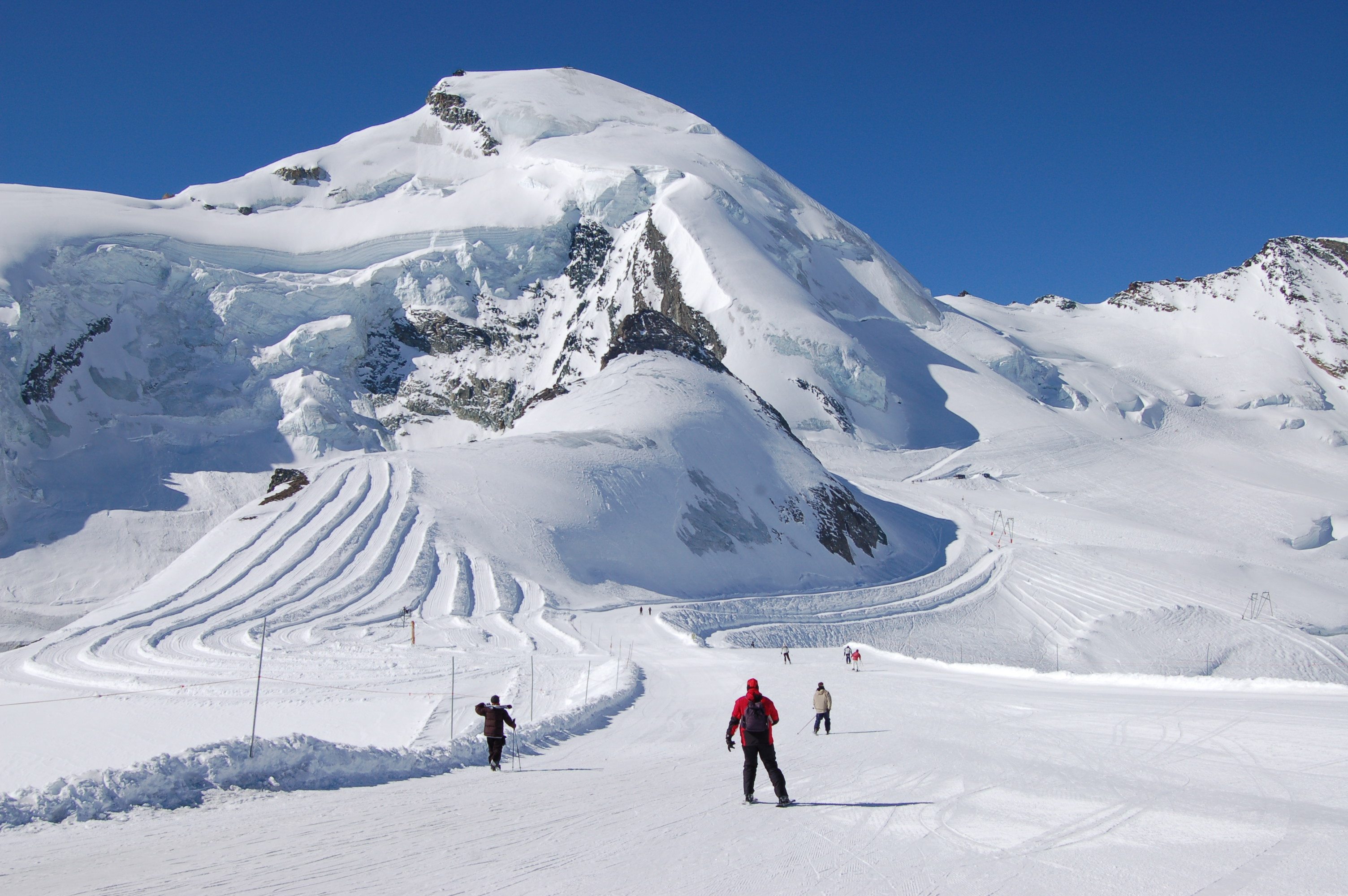
Área de esqui sobre as geleiras de Saas-Fee.

Esqui, snowboard e montanhismo estão entre os esportes mais populares na Suíça, sendo a natureza do país particularmente adequada para essas atividades. Os esportes de inverno são praticados pelos nativos e turistas desde a segunda metade do século XIX, com a invenção do bobsleigh em St. Moritz. Os primeiros campeonatos mundiais de esqui foram realizados em Mürren (1931) e St. Moritz (1934). A última cidade sediou os segundos Jogos Olímpicos de Inverno em 1928 e a quinta edição em 1948. Entre os esquiadores e campeões mundiais mais bem-sucedidos estão Pirmin Zurbriggen e Didier Cuche. Os esportes mais assistidos com destaque na Suíça são futebol, hóquei no gelo, esqui alpino, schwingen e tênis.
As sedes dos órgãos dirigentes do futebol e do hóquei no gelo, a Federação Internacional de Futebol (FIFA) e a Federação Internacional de Hóquei no Gelo (IIHF), estão localizadas em Zurique. Atualmente, muitas outras sedes de federações esportivas internacionais estão localizadas na Suíça. Por exemplo, o Comitê Olímpico Internacional (COI), o Museu Olímpico e o Tribunal Arbitral do Esporte (CAS) estão localizados em Lausanne.

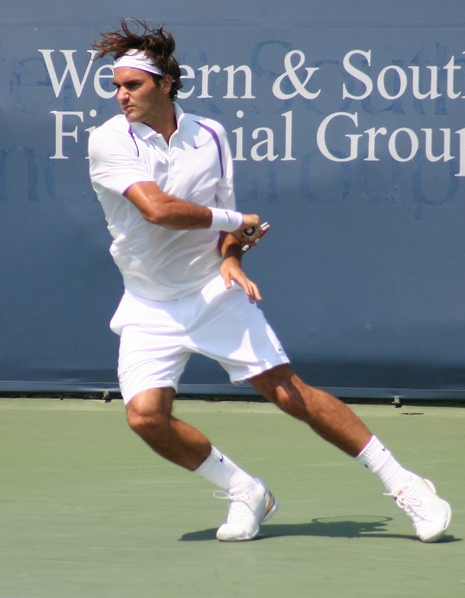
Roger Federer ganhou um recorde de 20 títulos individuais de Grand Slam, tornando-o tenista de maior sucesso de todos os tempos.

A Suíça sediou a Copa do Mundo FIFA de 1954 e foi o anfitrião conjunto, com a Áustria, do torneio da Campeonato Europeu de Futebol de 2008. A Super Liga Suíça é a liga de clubes de futebol profissional do país. O campo de futebol mais alto da Europa, a 2 mil metros acima do nível do mar, está localizado na Suíça e é chamado de Estádio Ottmar Hitzfeld.
Muitos suíços também seguem o hóquei no gelo e apoiam uma das 12 equipes da Liga Nacional, que é a liga mais popular da Europa. Em 2009, a Suíça sediou o Campeonato Mundial de Hóquei no Gelo de 2009 pela décima vez. Também se tornou vice-campeã mundial em 2013 e 2018. Os inúmeros lagos tornam a Suíça um lugar atraente para a vela. O maior, o Lago de Genebra, é o lar do time de vela Alinghi, que foi o primeiro time europeu a vencer a America's Cup em 2003 e que defendeu com sucesso o título em 2007. O tênis se tornou um esporte cada vez mais popular e jogadores suíços como Martina Hingis, Roger Federer e Stanislas Wawrinka venceram vários Grand Slams.
As corridas e eventos de automobilismo foram proibidos na Suíça após o desastre de Le Mans em 1955, com exceção de eventos de corridas de montanha. Durante esse período, o país ainda produziu pilotos de sucesso, como Clay Regazzoni, Sébastien Buemi, Jo Siffert, Dominique Aegerter, Marcel Fässler e Nico Müller. A Suíça também venceu o A1 Grand Prix em 2007-08 com o piloto Neel Jani. O motociclista suíço Thomas Lüthi venceu o Campeonato do Mundo de MotoGP de 2005 na categoria 125 cc. Em junho de 2007, o Conselho Nacional Suíço, uma casa da Assembleia Federal da Suíça, votou pela anulação da proibição; no entanto, o Conselho Suíço dos Estados rejeitou a mudança e a proibição permanece em vigor.
Esportes tradicionais incluem luta suíça ou schwingen, uma tradição antiga dos cantões centrais rurais e considerada o esporte nacional por alguns. O hornussen é outro esporte nativo da Suíça, um tipo de cruzamento entre beisebol e golfe. O steinstossen é a variante suíça de lançamento de pedras, praticado apenas entre a população alpina desde os tempos pré-históricos, registra-se que ocorreu em Basileia no século XIII.

### Culinária

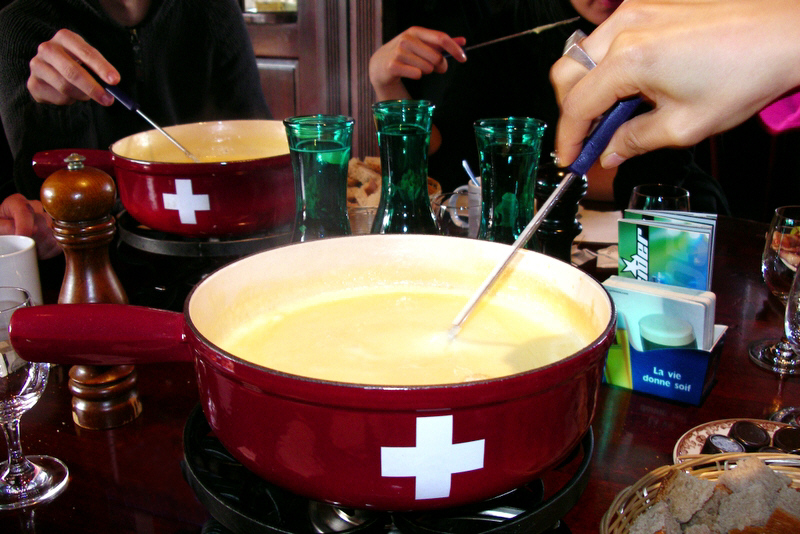
O fondue é um prato nacional da Suíça.

A culinária da Suíça é multifacetada. Embora alguns pratos como fondue, raclette ou rösti sejam onipresentes em todo o país, cada região desenvolveu sua própria gastronomia de acordo com as diferenças de clima e idiomas. A cozinha tradicional suíça utiliza ingredientes semelhantes aos de outros países europeus, além de laticínios e queijos exclusivos, como Gruyère ou Emmentaler, produzidos nos vales de Gruyères e Emmental. O número de estabelecimentos gastronômicos é alto, principalmente no oeste da Suíça.
O chocolate é fabricado na Suíça desde o século XVIII, mas ganhou reputação no final do século XIX com a invenção de técnicas modernas, como a conchagem e a temperagem, que permitiram sua produção em um nível de alta qualidade. Também um avanço foi a invenção do chocolate de leite sólido, em 1875, por Daniel Peter. Os suíços são os maiores consumidores mundiais de chocolate.
A bebida alcoólica mais popular na Suíça é o vinho. O país é notável pela variedade de uvas cultivadas devido às grandes variações de terroirs, com suas misturas específicas de solo, ar, altitude e luz. O vinho suíço é produzido principalmente em Valais, Vaud, Genebra e Ticino, com uma pequena maioria de vinhos brancos. Os vinhedos são cultivados na Suíça desde a era romana, embora certos vestígios possam ser encontrados de origem mais antiga. As variedades mais difundidas são as chasselas e pinot noir. O merlot é a principal variedade produzida em Ticino.